# Žebříček WTA
Žebříček WTA (oficiálně anglicky PIF WTA Rankings) uvádí pořadí profesionálních tenistek ve dvouhře a ve čtyřhře, které sestavuje Ženská tenisová asociace (WTA) na základě dlouhodobých výsledků hráček z profesionálních turnajů. Klasifikace odráží bodový zisk za předchozích 52 týdnů. V květnu 2024 se historicky prvním titulárním partnerem žebříčku stal státní saúdskoarabský investiční fond Public Investment Fund (PIF), globální partner okruhů ATP a WTA Tour.
Ve dvouhře byl žebříček zaveden 3. listopadu 1975 a ve čtyřhře pak 10. září 1984. Matematické propočty pro postavení hráček WTA používala od roku 1973. Aktualizovaná klasifikace je zveřejňována každé pondělí vyjma grandslamů a dvoutýdenních událostí v Indian Wells, Miami, Římě, Madridu, Kanadě, Cincinnati a Pekingu, kdy je přestávka čtrnáct dní.
Na čele klasifikace se vystřídalo 29 singlistek a 50 deblistek, včetně patnácti dvojic pobývajících na vrcholu čtyřhry. V říjnu 2024 zahájila druhé období na pozici světové jedničky Aryna Sabalenková, jíž k posunu na vrchol pomohly tituly ze Cincinnati Open, US Open a Wuhan Open, stejně jako absence Świątekové na podzimní asijské túře a bodová penalizace ve formě odečtu nejhoršího výsledku v sezóně u obou členek dvojice, za nesplnění šesti odehraných turnajů WTA 500. Od srpna 2024 do vystřídání Polky činila zápasová bilance Sabalenkové 20–1. O  prvním  zakončení na pozici jedničky rozhodla v úvodních dvou kolech Turnaje mistryň. Po triumfu na Washington Open 2025 se v červenci 2025 do čela deblové klasifikace poprvé posunula Taylor Townsendová. Stala se tak padesátou jedničkou v pořadí a třináctou Američankou na vrcholu žebříčku.
Žebříčky WTA a ATP byly 16. března 2020 zmrazeny v důsledku koronavirové pandemie. Ženská světová klasifikace byla obnovena 10. srpna 2020 se znovurozehráním sezóny. Mužský žebříček na ni navázal 24. srpna téhož roku s rozehráním newyorského turnaje Western & Southern Open.

## Trofeje

Chris Evertová, historicky první světová jednička WTA, která zakončila úvodní tři ročníky 1975–1977 a poté i sezóny 1980–1981 na vrcholu klasifikace

V říjnu 2015 představila Ženská tenisová asociace ke 40. výročí zavedení automatizovaného žebříčku novou trofej pro světové jedničky ve dvouhře a čtyřhře. Poprvé byly trofeje uděleny na Turnaji mistryň 2015 v Singapuru. Umělecký návrh byl zpracován ve spolupráci zadavatele WTA se švýcarskou agenturou Highlight Consulting, londýnskou návrhářskou agenturou Ingredient a dílnou výrobce ocenění Thomasem Fattorinim. Po roční přípravě trvala vlastní výroba tři měsíce.
Dvě kovové paže ve tvaru tenisové rakety vycházejí z podstavce. Symbolizují eleganci s krásou sportu a drží tenisový míč. Jeho povrch tvoří stříbrná „mapa hvězd“, s tisíci drobnými tečkami reprezentujícími ženské profesionálky od minulosti do budoucnosti. Pouze světové jedničky jsou v tomto tenisovém vesmíru zvýrazněny diamantem. Každá šampiónka tak ve sportu navěky zanechala svůj otisk.
Trofej je vysoká 52 cm a hmotnost činí 7,6 kg. V říjnu 2018 byla trofej pro dvouhru pojmenována po první jedničce Chris Evertové (Chris Evert WTA World No.1 Trophy). První takto oceněnou se na Turnaji mistryň 2018 stala Simona Halepová.

## Bodové hodnocení
Body do žebříčku jsou sčítány na základě úspěšnosti tenistek v jednotlivých turnajích, kde každé kolo turnaje dané kategorie je ohodnoceno příslušným počtem bodů. Body jsou kumulovány v rozmezí posledních 52 týdnů z maximálně šestnácti turnajů ve dvouhře a jedenácti ve čtyřhře. Aby se tenistka objevila v žebříčku, musí získat body minimálně na třech turnajích nebo uhrát alespoň 10 bodů ve dvouhře či čtyřhře na jednom nebo více turnajích. Nejnižším věkem hráčky k účasti na turnajích je čtrnáct let, kdy v tomto věku může tenistka odehrát až osm turnajů okruhu ITF a Billie Jean King Cup nebo se zúčastnit na divokou kartu jedné události WTA International.
V minulosti se do bodového hodnocení hráček započítávalo sedmnáct nejlepších výsledků za poslední rok. Výjimku tvořily grandslamy a turnaje kategorie Tier I, které se vedle těchto sedmnácti nejlepších událostí navíc započítávaly k celkovému bodovému zisku. Od roku 1996 začal fungovat systém tzv. bonusových bodů, které byly hráčce připsány na turnaji, kde obhajovala vítězství. Ten umožňoval získat více bodů pro hráčku, která porazila soupeřku výše postavenou na žebříčku WTA. Tento systém však byl opuštěn v kalendářní sezóně 2005.

## Kategorie turnajů

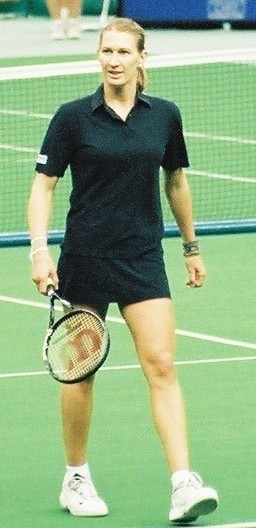
Steffi Grafová drží rekord celkového počtu 377 týdnů na čele žebříčku, včetně 186 týdnů bez přerušení

V roce 2021 se uskutečnila revize systému kategorií, s náhradou existujících úrovní International a Premier. Turnaje jsou rozděleny na základě výše rozpočtu a zisku bodů, které se hráčce započítají do bodového hodnocení:
- A. Grand Slam – nejvyšší kategorie obsahující čtyři turnaje. Vítězky dvouhry a čtyřhry získávají 2 000 bodů.
- B. Tour Championships – WTA Finals 
  - WTA Finals – Turnaj mistryň, od roku 2014 pro osm singlistek a osm deblových párů.
- C. Turnaje WTA
  - WTA 1000 – kategorie devíti turnajů, jejichž vítězky dvouhry a čtyřhry získávají 1 000 či 900 bodů. Povinný start (mandatory) je vyžadován pro přední hráčky žebříčku.
  - WTA 500 – kategorie turnajů, jejichž vítězky získávají 470 bodů.
  - WTA 250 – kategorie obsahující okolo třiceti turnajů. Na každé události s dotací okolo čtvrt milionu dolarů může ve dvouhře startovat pouze jediná tenistka elitní světové desítky žebříčku WTA. Na událostech s rozpočtem cca půl milionu dolarů mohou hrát dvě tenistky elitní desítky.[14] Vítězky dvouhry a čtyřhry získávají 280 bodů.
- WTA 125 – série obsahující několik turnajů. Vítězky dvouhry a čtyřhry získávají 160 bodů.

Body lze také získat na Ženském okruhu ITF organizovaném Mezinárodní tenisovou federací, kde mají turnaje rozpočet 15–100 tisíc dolarů.

## Žebříček WTA
| Ženská dvouhra – 18. srpna 2025 | Ženská dvouhra – 18. srpna 2025 | Ženská dvouhra – 18. srpna 2025 | Ženská dvouhra – 18. srpna 2025 |
| Poř.                            | tenistka                        | body                            | posun                           |
| ------------------------------- | ------------------------------- | ------------------------------- | ------------------------------- |
| 1.                              | Aryna Sabalenková               | 11 225                          | ▬                               |
| 2..                             | Iga Świąteková (POL)            | 7 933                           | ▲ 1                             |
| 3.                              | Coco Gauffová (USA)             | 7 874                           | ▼ 1                             |
| 4.                              | Jessica Pegulaová (USA)         | 4 093                           | ▬                               |
| 5.                              | Mirra Andrejevová               | 4 733                           | ▬                               |
| 6.                              | Madison Keysová (USA)           | 4 699                           | ▬                               |
| 7.                              | Čeng Čchin-wen (CHN)            | 4 433                           | ▬                               |
| 8.                              | Jasmine Paoliniová (ITA)        | 4 116                           | ▲ 1                             |
| 9.                              | Amanda Anisimovová (USA)        | 3 869                           | ▼ 1                             |
| 10.                             | Jelena Rybakinová (KAZ)         | 3 663                           | ▬                               |
| 11.                             | Emma Navarrová (USA)            | 3 095                           | ▬                               |
| 12.                             | Karolína Muchová (CZE)          | 2 838                           | ▲ 2                             |
| 13.                             | Elina Svitolinová (UKR)         | 2 834                           | ▬                               |
| 14.                             | Jekatěrina Alexandrovová        | 2 786                           | ▲ 2                             |
| 15.                             | Clara Tausonová (DEN)           | 2 726                           | ▲ 4                             |
| 16.                             | Paula Badosová (ESP)            | 2 564                           | ▼ 4                             |
| 17.                             | Darja Kasatkinová (AUS)         | 2 361                           | ▬                               |
| 18.                             | Belinda Bencicová (SUI)         | 2 265                           | ▲ 1                             |
| 19.                             | Ljudmila Samsonovová            | 2 166                           | ▼ 1                             |
| 20.                             | Beatriz Haddad Maiová (BRA)     | 2 074                           | ▲ 1                             |

| Ženská čtyřhra – 18. srpna 2025 | Ženská čtyřhra – 18. srpna 2025 | Ženská čtyřhra – 18. srpna 2025 | Ženská čtyřhra – 18. srpna 2025 |
| Poř.                            | tenistka                        | body                            | posun                           |
| ------------------------------- | ------------------------------- | ------------------------------- | ------------------------------- |
| 1.                              | Taylor Townsendová (USA)        | 7 940                           | ▬                               |
| 2.                              | Kateřina Siniaková (CZE)        | 7 800                           | ▬                               |
| 3.                              | Jeļena Ostapenková (LAT)        | 7 535                           | ▬                               |
| 4.                              | Sara Erraniová (ITA)            | 6 545                           | ▲ 1                             |
| 4.                              | Jasmine Paoliniová (ITA)        | 6 545                           | ▲ 1                             |
| 6.                              | Veronika Kuděrmetovová          | 6 435                           | ▼ 2                             |
| 7.                              | Erin Routliffeová (NZL)         | 6 155                           | ▬                               |
| 8.                              | Gabriela Dabrowská (CAN)        | 5 700                           | ▲ 5                             |
| 9.                              | Čang Šuaj (CHN)                 | 5 340                           | ▼ 1                             |
| 10.                             | Anna Danilinová (KAZ)           | 5 180                           | ▬                               |
| 11.                             | Sie Šu-wej (TPE)                | 5 141                           | ▬                               |
| 12.                             | Diana Šnajderová                | 5 043                           | ▼ 3                             |
| 13.                             | Elise Mertensová (BEL)          | 4 948                           | ▼ 1                             |
| 14.                             | Mirra Andrejevová               | 4 675                           | ▲ 1                             |
| 15.                             | Ljudmyla Kičenoková (UKR)       | 4 505                           | ▲ 1                             |
| 16.                             | Irina Chromačovová              | 3 958                           | ▲ 1                             |
| 17.                             | Asia Muhammadová (USA)          | 3 845                           | ▼ 3                             |
| 18.                             | Ellen Perezová (AUS)            | 3 840                           | ▲ 1                             |
| 19.                             | Demi Schuursová (NED)           | 3 810                           | ▼ 1                             |
| 20.                             | Kuo Chan-jü (CHN)               | 3 540                           | ▲ 1                             |

## Zajímavosti
Tři české tenistky v první desítce dvouhry se poprvé objevily 10. srpna 2015, kdy byla Petra Kvitová čtvrtá, Lucie Šafářová sedmá a Karolína Plíšková osmá.
Roberta Vinciová se v první desítce dvouhry premiérově objevila ve 33 letech a 4 dnech věku, kdy jí 22. února 2016 patřila 10. příčka. Stala se tak nejstarší debutantkou v Top 10 od zavedení žebříčku a celkově čtvrtou Italkou v této elitní skupině hráček. Dalšími nejstaršími debutantkami se za Italkou staly Betty Stöveová (31 let a 100 dní), Francesca Schiavoneová (29 let a 349 dní) a Julia Görgesová (29 let a 95 dní).
Serena Williamsová měla po wimbledonském titulu 2015 jako první jednička více než dvojnásobný počet bodů před druhou ženou v pořadí. Ve vydání z 13. července 2015 její hodnota činila 13 161 bodů a druhá Šarapovová pak měla 6 490 bodů. Ve vydání z 24. dubna 2017 se pak Serena Williamsová stala nejstarší jedničkou v historii WTA, když jí v době nástupu do čela bylo 35 let, 6 měsíců a 29 dní. Překonala tak věkový rekord 30 let, 11 měsíců a 3 dní Chris Evertové z listopadu 1985. Nejstarší světovou jedničkou v prvním období se po zářijovém US Open 2016 stala 28letá Němka Angelique Kerberová, když v této statistice překonala Jennifer Capriatiovou, které bylo v říjnu 2001 při nástupu do čela klasifikace 25 let a 200 dní.

Nejníže postavenými čtvrtfinalistkami na grandslamu se staly Martina Hingisová (na 349. místě na Australian Open 2006), Kaia Kanepiová (na 451. místě na US Open 2017), Kim Clijstersová (neklasifikována na US Open 2009), Justine Heninová (neklasifikována na Australian Open 2010), Cvetana Pironkovová (neklasifikována na US Open 2020) a Anastasija Pavljučenkovová (na 333. místě na French Open 2023).
Pátá hráčka pořadí Jessica Pegulaová se na Turnaji mistryň 2023 stala první tenistkou od zavedení žebříčku WTA v roce 1975, která se na jediném turnaji utkala s prvními čtyřmi ženami světové klasifikace. První Sabalenkovu, třetí Gauffovou i čtvrtou Rybakinovou porazila. Světové dvojce Świątekové podlehla ve finále.

## Dvouhra

### Světové jedničky
Přehled uvádí hráčky klasifikované na prvním místě žebříčku WTA ve dvouhře od roku 1975.
| Poř.                                                                              | stát                              | tenistka                     | týdnů celkem | poprvé klasifikována |
| --------------------------------------------------------------------------------- | --------------------------------- | ---------------------------- | ------------ | -------------------- |
| 1.                                                                                | Německo                           | Steffi Grafová               | 377          | 17. srpna 1987       |
| 2.                                                                                | Spojené státy americké            | Martina Navrátilová          | 332          | 10. července 1978    |
| 3.                                                                                | Spojené státy americké            | Serena Williamsová           | 319          | 8. července 2002     |
| 4.                                                                                | Spojené státy americké            | Chris Evertová               | 260          | 3. listopadu 1975    |
| 5.                                                                                | Švýcarsko                         | Martina Hingisová            | 209          | 31. března 1997      |
| 6.                                                                                | Jugoslávie Spojené státy americké | Monika Selešová              | 178          | 11. března 1991      |
| 7.                                                                                | Polsko                            | Iga Świąteková               | 125          | 4. dubna 2022        |
| 8.                                                                                | Austrálie                         | Ashleigh Bartyová            | 121          | 24. června 2019      |
| 9.                                                                                | Belgie                            | Justine Heninová             | 117          | 20. října 2003       |
| 10.                                                                               | Spojené státy americké            | Lindsay Davenportová         | 98           | 12. října 1998       |
| 11.                                                                               | Dánsko                            | Caroline Wozniacká           | 71           | 11. října 2010       |
| 12.                                                                               | Rumunsko                          | Simona Halepová              | 64           | 9. října 2017        |
| 13.                                                                               | neutrální status                  | Aryna Sabalenková            | 52           | 11. září 2023        |
| 14.                                                                               | Bělorusko                         | Viktoria Azarenková          | 51           | 30. ledna 2012       |
| 15.                                                                               | Francie                           | Amélie Mauresmová            | 39           | 13. září 2004        |
| 16.                                                                               | Německo                           | Angelique Kerberová          | 34           | 12. září 2016        |
| 17.                                                                               | Rusko                             | Dinara Safinová              | 26           | 20. dubna 2009       |
| 18.                                                                               | Japonsko                          | Naomi Ósakaová               | 25           | 28. ledna 2019       |
| 19.                                                                               | Spojené státy americké            | Tracy Austinová              | 21           | 7. dubna 1980        |
| 19.                                                                               | Rusko                             | Maria Šarapovová             | 21           | 22. srpna 2005       |
| 21.                                                                               | Belgie                            | Kim Clijstersová             | 20           | 11. srpna 2003       |
| 22.                                                                               | Srbsko                            | Jelena Jankovićová           | 18           | 11. srpna 2008       |
| 23.                                                                               | Spojené státy americké            | Jennifer Capriatiová         | 17           | 15. října 2001       |
| 24.                                                                               | Srbsko                            | Ana Ivanovićová              | 12           | 9. června 2008       |
| 24.                                                                               | Španělsko                         | Arantxa Sánchezová Vicariová | 12           | 6. února 1995        |
| 26.                                                                               | Spojené státy americké            | Venus Williamsová            | 11           | 25. února 2002       |
| 27.                                                                               | Česko                             | Karolína Plíšková            | 8            | 17. července 2017    |
| 28.                                                                               | Španělsko                         | Garbiñe Muguruzaová          | 4            | 11. září 2017        |
| 29.                                                                               | Austrálie                         | Evonne Goolagongová          | 2            | 26. dubna 1976       |
| – aktivní hráčka; tučně – současná světová jednička; aktualizováno 18. srpna 2025 |                                   |                              |              |                      |

Vysvětlivky
1. ↑  V důsledku invaze Ruska na Ukrajinu na konci února 2022 řídící organizace tenisu ATP, WTA a ITF s grandslamy 1. března téhož roku rozhodly, že ruští a běloruští tenisté mohou dále na okruzích startovat, ale do odvolání nikoli pod vlajkami Ruska a Běloruska.[23]

### Světové jedničky nejdéle bez přerušení

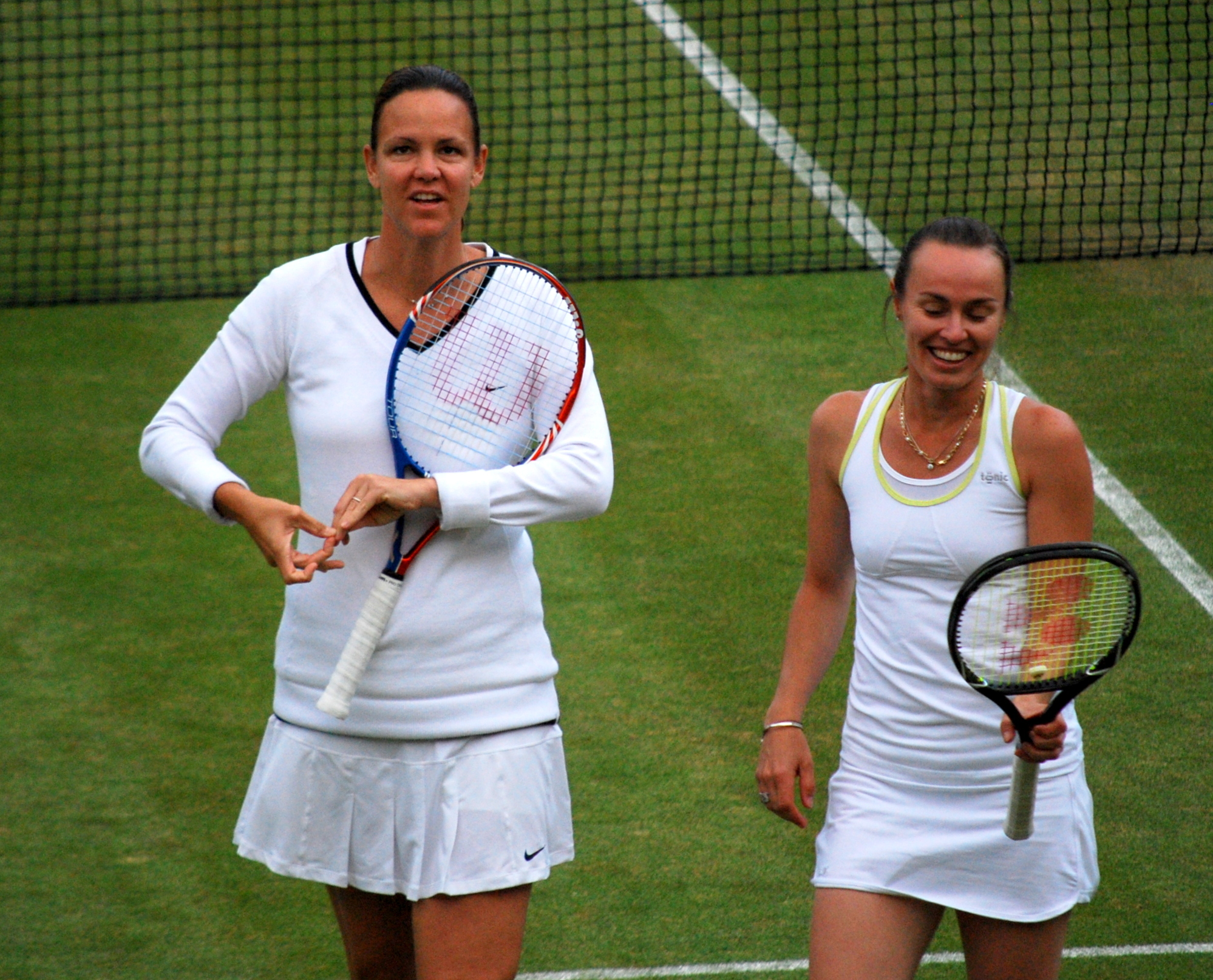
Lindsay Davenportová a Martina Hingisová se staly světovými jedničkami ve dvouhře i čtyřhře

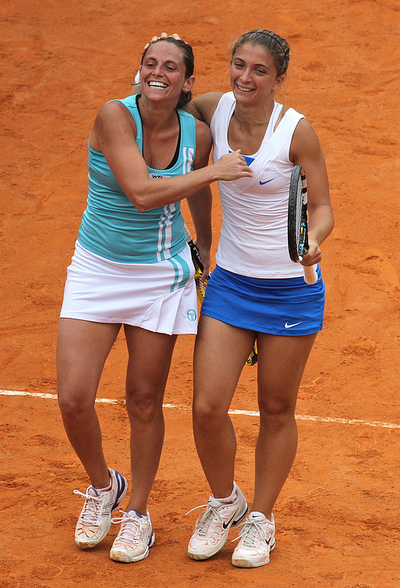
Deblové světové jedničky v průběhu sezón 2012–2015 Roberta Vinciová a Sara Erraniová na Rome Masters 2012

| poř.                         | stát                   | tenistka                | týdnů |
| ---------------------------- | ---------------------- | ----------------------- | ----- |
| 1.                           | Německo                | Steffi Grafová          | 186   |
| 1.                           | Spojené státy americké | Serena Williamsová      | 186   |
| 3.                           | Spojené státy americké | Martina Navrátilová     | 156   |
| 4.                           | Austrálie              | Ashleigh Bartyová       | 114   |
| 5.                           | Spojené státy americké | Chris Evertová          | 113   |
| 6.                           | Německo                | Steffi Grafová (2)      | 94    |
| 7.                           | Jugoslávie             | Monika Selešová         | 91    |
| 8.                           | Spojené státy americké | Martina Navrátilová (2) | 90    |
| 9.                           | Německo                | Steffi Grafová (3)      | 87    |
| 10.                          | Švýcarsko              | Martina Hingisová       | 80    |
| 11.                          | Spojené státy americké | Chris Evertová (2)      | 76    |
| 12.                          | Polsko                 | Iga Świąteková          | 75    |
| 13.                          | Švýcarsko              | Martina Hingisová (2)   | 73    |
| 14.                          | Spojené státy americké | Monika Selešová (2)     | 64    |
| 15.                          | Belgie                 | Justine Heninová        | 61    |
| 16.                          | Spojené státy americké | Serena Williamsová      | 57    |
| 17.                          | Polsko                 | Iga Świąteková (2)      | 50    |
| 18.                          | Dánsko                 | Caroline Wozniacká      | 49    |
| 18.                          | Spojené státy americké | Serena Williamsová (2)  | 49    |
| 20.                          | Rumunsko               | Simona Halepová         | 48    |
| aktualizováno 18. srpna 2025 |                        |                         |       |

### Světové jedničky nejdéle v prvním období
Přehled uvádí hráčky, které figurovaly nejdelší období na prvním místě žebříčku WTA v prvním období.
| Poř.             | tenistka            | týdnů | první období      | první období    |
| ---------------- | ------------------- | ----- | ----------------- | --------------- |
| 1.               | Steffi Grafová      | 186   | 17. srpna 1987    | 10. března 1991 |
| 2.               | Martina Hingisová   | 80    | 31. března 1997   | 11. října 1998  |
| 3.               | Iga Świąteková      | 75    | 4. dubna 2022     | 10. září 2023   |
| 4.               | Serena Williamsová  | 57    | 8. července 2002  | 10. srpna 2003  |
| 5.               | Martina Navrátilová | 26    | 10. července 1978 | 13. ledna 1979  |
| 6.               | Chris Evertová      | 25    | 3. listopadu 1975 | 25. dubna 1976  |
| 6.               | Dinara Safinová     | 25    | 20. dubna 2009    | 11. října 2009  |
| 8.               | Monika Selešová     | 21    | 11. března 1991   | 4. srpna 1991   |
| 8.               | Naomi Ósakaová      | 21    | 28. ledna 2019    | 23. června 2019 |
| 10.              | Angelique Kerberová | 20    | 12. září 2016     | 29. ledna 2017  |
| – aktivní hráčka |                     |       |                   |                 |

### Týdny na čele žebříčku podle státu
| Týdnů                                                           | stát                   | tenistka |
| --------------------------------------------------------------- | ---------------------- | --- |
| 1 123                                                           | Spojené státy americké | Chris Evertová, Martina Navrátilová, Tracy Austinová, Monika Selešová, Lindsay Davenportová, Jennifer Capriatiová, Venus Williamsová, Serena Williamsová |
| 411                                                             | Německo                | Steffi Grafová, Angelique Kerberová |
| 209                                                             | Švýcarsko              | Martina Hingisová |
| 143                                                             | Jugoslávie Srbsko      | Monika Selešová, Ana Ivanovićová, Jelena Jankovićová |
| 137                                                             | Belgie                 | Kim Clijstersová, Justine Heninová |
| 125                                                             | Polsko                 | Iga Świąteková |
| 123                                                             | Austrálie              | Evonne Goolagongová, Ashleigh Bartyová |
| 71                                                              | Dánsko                 | Caroline Wozniacká |
| 64                                                              | Rumunsko               | Simona Halepová |
| 52                                                              | neutrální status       | Aryna Sabalenková |
| 51                                                              | Bělorusko              | Viktoria Azarenková |
| 47                                                              | Rusko                  | Maria Šarapovová, Dinara Safinová |
| 39                                                              | Francie                | Amélie Mauresmová |
| 25                                                              | Japonsko               | Naomi Ósakaová |
| 16                                                              | Španělsko              | Arantxa Sánchezová Vicariová, Garbiñe Muguruzaová |
| 8                                                               | Česko                  | Karolína Plíšková |
| aktualizováno 18. srpna 2025; tučně – současná světová jednička |                        | |

Vysvětlivky
1. 1 2  Monika Selešová reprezentovala jako jednička v letech 1991–1993 Jugoslávii (Socialistickou federativní republiku Jugoslávie a nástupnickou Svazovou republiku Jugoslávie, 113 týdnů). Od návratu do čela žebříčku v srpnu 1995 již reprezentovala Spojené státy americké (65 týdnů).
2. 1 2  V důsledku invaze Ruska na Ukrajinu na konci února 2022 řídící organizace tenisu ATP, WTA a ITF s grandslamy 1. března téhož roku rozhodly, že ruští a běloruští tenisté mohou dále na okruzích startovat, ale do odvolání nikoli pod vlajkami Ruska a Běloruska.[23] Běloruska Aryna Sabalenková tak mezi 11. zářím a 5. listopadem 2023 figurovala 8 týdnů na čele žebříčku pod neutrálním statusem.

### Konečný žebříček

#### Počet zakončení světových jedniček

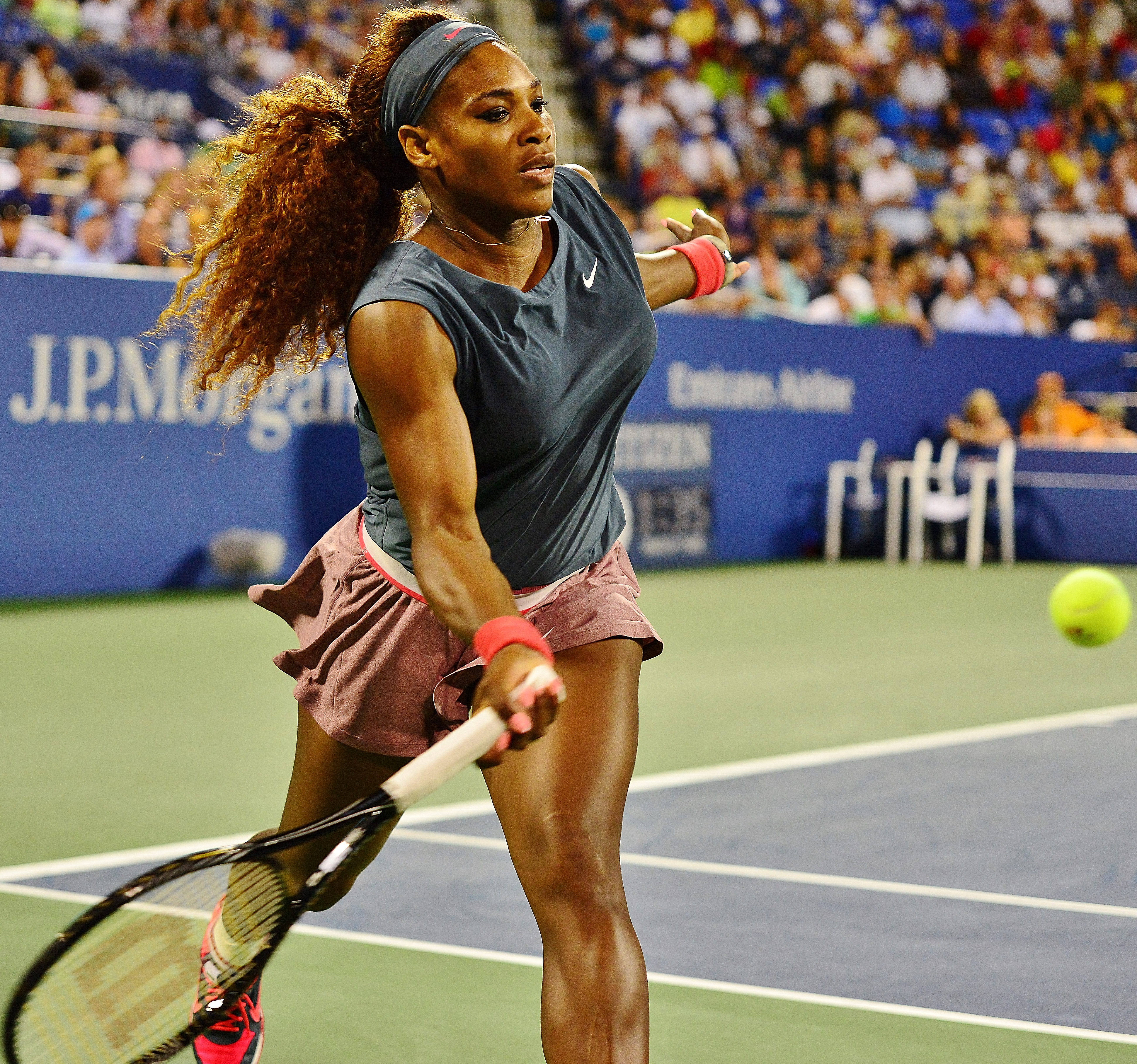
Serena Williamsová, 5násobná konečná jednička

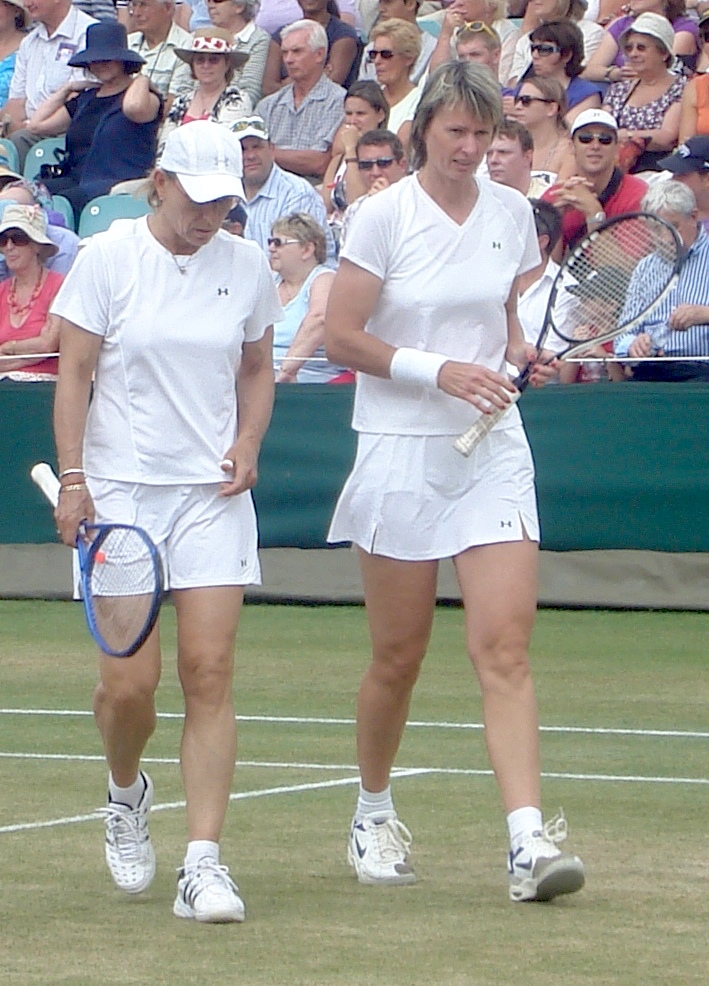
V závěrečné klasifikaci čtyřhry figurovala Martina Navrátilová na jejím čele pětkrát a Helena Suková dvakrát

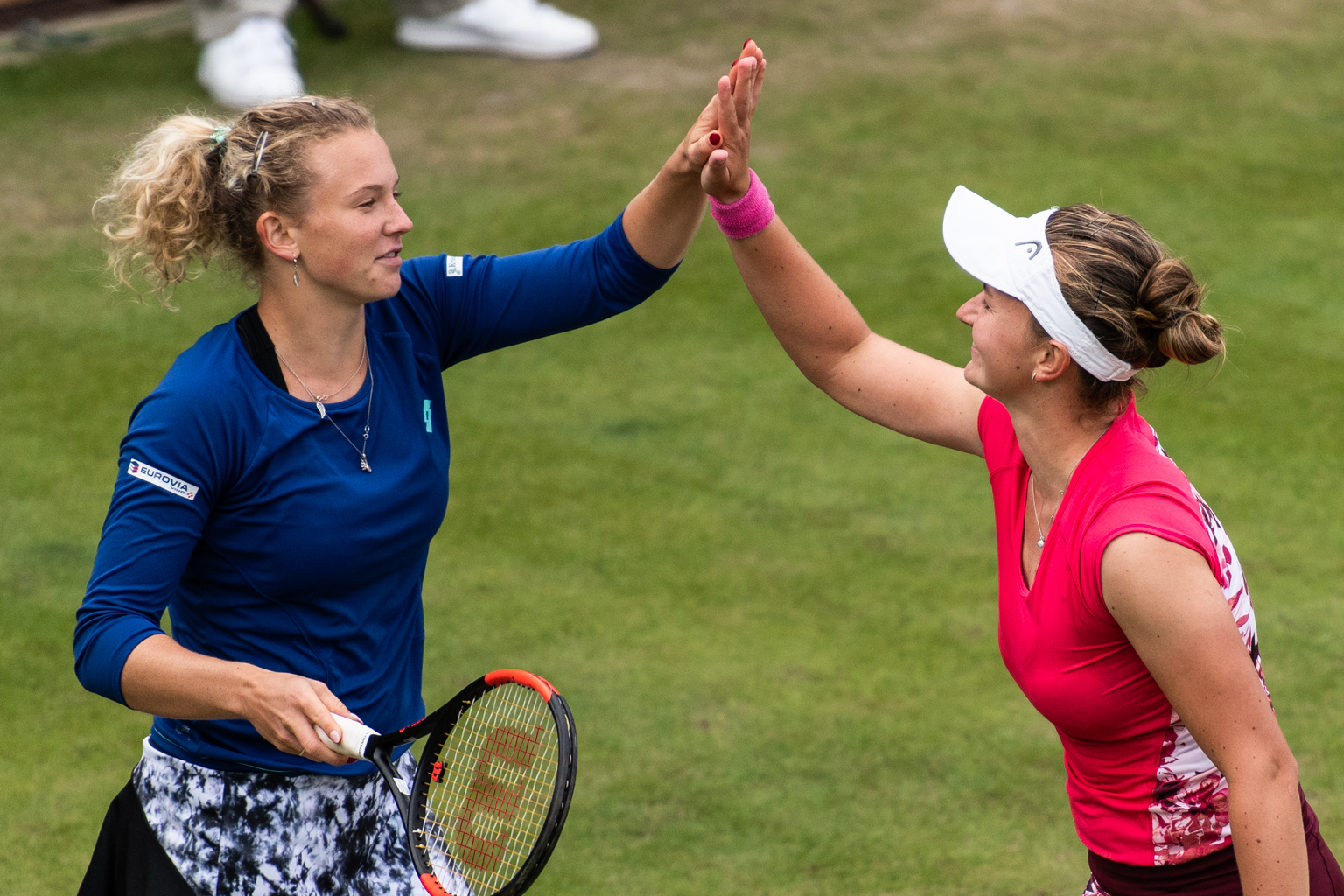
Kateřina Siniaková s Barborou Krejčíkovou se staly nejlepším párem sezóny v letech 2018, 2021 a 2022

| počet | stát                              | tenistka             |
| ----- | --------------------------------- | -------------------- |
| 8     | Západní Německo Německo           | Steffi Grafová       |
| 7     | Spojené státy americké            | Martina Navrátilová  |
| 5     | Spojené státy americké            | Chris Evertová       |
| 5     | Spojené státy americké            | Serena Williamsová   |
| 4     | Spojené státy americké            | Lindsay Davenportová |
| 3     | Austrálie                         | Ashleigh Bartyová    |
| 3     | Belgie                            | Justine Heninová     |
| 3     | Švýcarsko                         | Martina Hingisová    |
| 3     | Jugoslávie Spojené státy americké | Monika Selešová      |
| 2     | Rumunsko                          | Simona Halepová      |
| 2     | Dánsko                            | Caroline Wozniacká   |
| 2     | Polsko                            | Iga Świąteková       |
| 1     | Bělorusko                         | Viktoria Azarenková  |
| 1     | Srbsko                            | Jelena Jankovićová   |
| 1     | Německo                           | Angelique Kerberová  |
| 1     | neutrální status                  | Aryna Sabalenková    |

Vysvětlivky
1. ↑  V důsledku invaze Ruska na Ukrajinu na konci února 2022 řídící organizace tenisu ATP, WTA a ITF s grandslamy 1. března téhož roku rozhodly, že ruští a běloruští tenisté mohou dále na okruzích startovat, ale do odvolání nikoli pod vlajkami Ruska a Běloruska.[23]

#### Konečné světové jedničky podle let
| Rok  | tenistka                  |
| ---- | ------------------------- |
| 1975 | Chris Evertová (USA)      |
| 1976 | Chris Evertová (2)        |
| 1977 | Chris Evertová (3)        |
| 1978 | Martina Navrátilová (USA) |
| 1979 | Martina Navrátilová (2)   |
| 1980 | Chris Evertová (4)        |
| 1981 | Chris Evert (5)           |
| 1982 | Martina Navrátilová (3)   |
| 1983 | Martina Navrátilová (4)   |
| 1984 | Martina Navrátilová (5)   |
| 1985 | Martina Navrátilová (6)   |
| 1986 | Martina Navrátilová (7)   |
| 1987 | Steffi Grafová (FRG)      |
| 1988 | Steffi Grafová (2)        |
| 1989 | Steffi Grafová (3)        |
| 1990 | Steffi Grafová (4)        |
| 1991 | Monika Selešová (YUG)     |
| 1992 | Monika Selešová (2)       |
| 1993 | Steffi Grafová (5)        |
| 1994 | Steffi Grafová (6)        |

| Rok  | tenistka                               |
| ---- | -------------------------------------- |
| 1995 | Steffi Grafová (7) Monika Selešová (3) |
| 1996 | Steffi Grafová (8)                     |
| 1997 | Martina Hingisová (SUI)                |
| 1998 | Lindsay Davenportová (USA)             |
| 1999 | Martina Hingisová (2)                  |
| 2000 | Martina Hingisová (3)                  |
| 2001 | Lindsay Davenportová (2)               |
| 2002 | Serena Williamsová (USA)               |
| 2003 | Justine Heninová (BEL)                 |
| 2004 | Lindsay Davenportová (3)               |
| 2005 | Lindsay Davenportová (4)               |
| 2006 | Justine Heninová (2)                   |
| 2007 | Justine Heninová (3)                   |
| 2008 | Jelena Jankovićová (SRB)               |
| 2009 | Serena Williamsová (2)                 |
| 2010 | Caroline Wozniacká (DEN)               |
| 2011 | Caroline Wozniacká (2)                 |
| 2012 | Viktoria Azarenková (BLR)              |
| 2013 | Serena Williamsová (3)                 |
| 2014 | Serena Williamsová (4)                 |

| Rok  | tenistka                  |
| ---- | ------------------------- |
| 2015 | Serena Williamsová (5)    |
| 2016 | Angelique Kerberová (GER) |
| 2017 | Simona Halepová (ROU)     |
| 2018 | Simona Halepová (2)       |
| 2019 | Ashleigh Bartyová (AUS)   |
| 2020 | Ashleigh Bartyová (2)     |
| 2021 | Ashleigh Bartyová (3)     |
| 2022 | Iga Świąteková (POL)      |
| 2023 | Iga Świąteková (2)        |
| 2024 | Aryna Sabalenková         |

Vysvětlivky
1. 1 2 3  První zakončení tenistky na pozici konečné jedničky tučně.
2. 1 2 3 4 5 6 7 8 9 10 11 12 13 14 15  Tenistka světovou jedničkou po celý kalendářní rok.

### Světové jedničky bez výhry na Grand Slamu
Tabulka uvádí tenistky, které nastoupily na pozici světové jedničky ve dvouhře bez výhry na grandslamovém turnaji.
| tenistka           | datum poprvé jedničkou | první finále na grandslamu        | první titul na grandslamu             |
| ------------------ | ---------------------- | --------------------------------- | ------------------------------------- |
| Kim Clijstersová   | 11. srpna 2003         | French Open 2001 (červen 2001)    | US Open 2005 (1. ze 4 titulů)         |
| Amélie Mauresmová  | 13. září 2004          | Australian Open 1999 (leden 1999) | Australian Open 2006 (1. ze 2 titulů) |
| Jelena Jankovićová | 11. srpna 2008         | US Open 2008 (září 2008)          | žádný (konec kariéry 2022)            |
| Dinara Safinová    | 20. dubna 2009         | French Open 2008 (červen 2008)    | žádný (konec kariéry 2014)            |
| Caroline Wozniacká | 11. října 2010         | US Open 2009 (září 2009)          | Australian Open 2018 (jediný titul)   |
| Karolína Plíšková  | 17. července 2017      | US Open 2016 (září 2016)          | žádný (stále aktivní)                 |
| Simona Halepová    | 9. října 2017          | French Open 2014 (červen 2014)    | French Open 2018 (1. ze 2 titulů)     |

### Porážky světových jedniček od nejníže postavených hráček
Tabulka uvádí hráčky nejníže klasifikované na žebříčku WTA, které zaznamenaly vítězství nad úřadující světovou jedničkou od zavedení žebříčku 3. listopadu 1975; bez zápasů ukončených skrečí světovou jedničkou.
| Poř. | WTA  | vítězná hráčka      | poražená světová jednička | turnaj            | fáze       |
| ---- | ---- | ------------------- | ------------------------- | ----------------- | ---------- |
| 1.   | 226. | Čang Šuaj           | Dinara Safinová           | China Open 2009   | 2. kolo    |
| 2.   | 188. | Julie Coinová       | Ana Ivanovićová           | US Open 2008      | 2. kolo    |
| 3.   | 164. | Markéta Vondroušová | Aryna Sabalenková         | Berlin Open 2025  | semifinále |
| 4.   | 133. | Čeng Ťie            | Ana Ivanovićová (2)       | Wimbledon 2008    | 3. kolo    |
| 5.   | 133. | Kim Clijstersová    | Lindsay Davenportová      | Indian Wells 2005 | finále     |
| 6.   | 132. | Čang Kchaj-čen      | Dinara Safinová (2)       | Tokyo Open 2009   | 2. kolo    |

### Vítězky nad členkami Top 3 na jediném turnaji
| Poř. | vítězka | WTA | turnaj | poražená světová jednička / dvojka / trojka                                                                         | poražená světová jednička / dvojka / trojka                                                                         | poražená světová jednička / dvojka / trojka                                                                         | poražená světová jednička / dvojka / trojka                                                                         | poražená světová jednička / dvojka / trojka                                                                         | poražená světová jednička / dvojka / trojka |
| --- | --- | --- | --- | --- | --- | --- | --- | --- | ------------------------------------------- |
| 1. | Steffi Grafová (GER)                                                                                                | 6. | Roland Garros 1999                                                                                                  | Lindsay Davenportová                                                                                                | ČF | Monika Selešová | SF | Martina Hingisová                                                                                                   | F                                           |
| 2. | Serena Williamsová (USA)                                                                                            | 9. | Miami Open 2002 | Martina Hingisová                                                                                                   | ČF | Venus Williamsová                                                                                                   | SF | Jennifer Capriatiová                                                                                                | F                                           |
| 3. | Venus Williamsová (USA)                                                                                             | 8. | Turnaji mistryň 2008                                                                                                | Dinara Safinová | ZS | Serena Williamsová                                                                                                  | ZS | Jelena Jankovićová                                                                                                  | SF                                          |
| 4. | Aryna Sabalenková (BLR)                                                                                             | 7. | Turnaji mistryň 2022                                                                                                | Ons Džabúrová | ZS | Jessica Pegulaová                                                                                                   | ZS | Iga Świąteková | SF                                          |
| 5. | Barbora Krejčíková (CZE)                                                                                            | 30. | Dubai Championships 2023                                                                                            | Aryna Sabalenková                                                                                                   | ČF | Jessica Pegulaová                                                                                                   | SF | Iga Świąteková | F                                           |
| ZS – základní skupina, ČF – čtvrtfinále, SF – semifinále, F – finále, WTA – žebříčkové postavení vítězky na turnaji | ZS – základní skupina, ČF – čtvrtfinále, SF – semifinále, F – finále, WTA – žebříčkové postavení vítězky na turnaji | ZS – základní skupina, ČF – čtvrtfinále, SF – semifinále, F – finále, WTA – žebříčkové postavení vítězky na turnaji | ZS – základní skupina, ČF – čtvrtfinále, SF – semifinále, F – finále, WTA – žebříčkové postavení vítězky na turnaji | ZS – základní skupina, ČF – čtvrtfinále, SF – semifinále, F – finále, WTA – žebříčkové postavení vítězky na turnaji | ZS – základní skupina, ČF – čtvrtfinále, SF – semifinále, F – finále, WTA – žebříčkové postavení vítězky na turnaji | ZS – základní skupina, ČF – čtvrtfinále, SF – semifinále, F – finále, WTA – žebříčkové postavení vítězky na turnaji | ZS – základní skupina, ČF – čtvrtfinále, SF – semifinále, F – finále, WTA – žebříčkové postavení vítězky na turnaji | ZS – základní skupina, ČF – čtvrtfinále, SF – semifinále, F – finále, WTA – žebříčkové postavení vítězky na turnaji | [ 29 ]                                      |

### Nejstarší debutantky v první stovce
| Nejstarší tenistky prvně postavené v Top 100 | Nejstarší tenistky prvně postavené v Top 100 | Nejstarší tenistky prvně postavené v Top 100 |
| Poř.                                         | debutantka Top 100                           | věk                                          |
| -------------------------------------------- | -------------------------------------------- | -------------------------------------------- |
| 1.                                           | Arina Rodionovová (AUS)                      | 34 let a 52 dnů                              |
| 2.                                           | Cipora Obzilerová (ISR)                      | 33 let a 306 dnů                             |
| 3.                                           | Adriana Villagranová (ARG)                   | 31 let a 359 dnů                             |
| 4.                                           | Emina Bektasová (USA)                        | 30 let a 221 dnů                             |
| 5.                                           | Tina Mochizukiová (USA)                      | 30 let a 138 dnů                             |

### Nejdéle postavené hráčky v první desítce bez přerušení
| Členka Top 10                | týdnů |
| ---------------------------- | ----- |
| / Martina Navrátilová        | 1 000 |
| Chris Evertová               | 746   |
| Steffi Grafová               | 625   |
| Gabriela Sabatini            | 508   |
| Pam Shriverová               | 458   |
| Arantxa Sánchezová Vicariová | 429   |
| Hana Mandlíková              | 421   |
| Simona Halepová              | 373   |
| Lindsay Davenportová         | 333   |
| Conchita Martínezová         | 319   |

Vysvětlivky
1. ↑  Mezi 23. březnem až 10. srpnem 2020 byl žebříček zmrazen kvůli pademii covidu-19 a 20 týdnů nebylo započteno.

### Nejvýše postavené hráčky na 2. až 10. místě

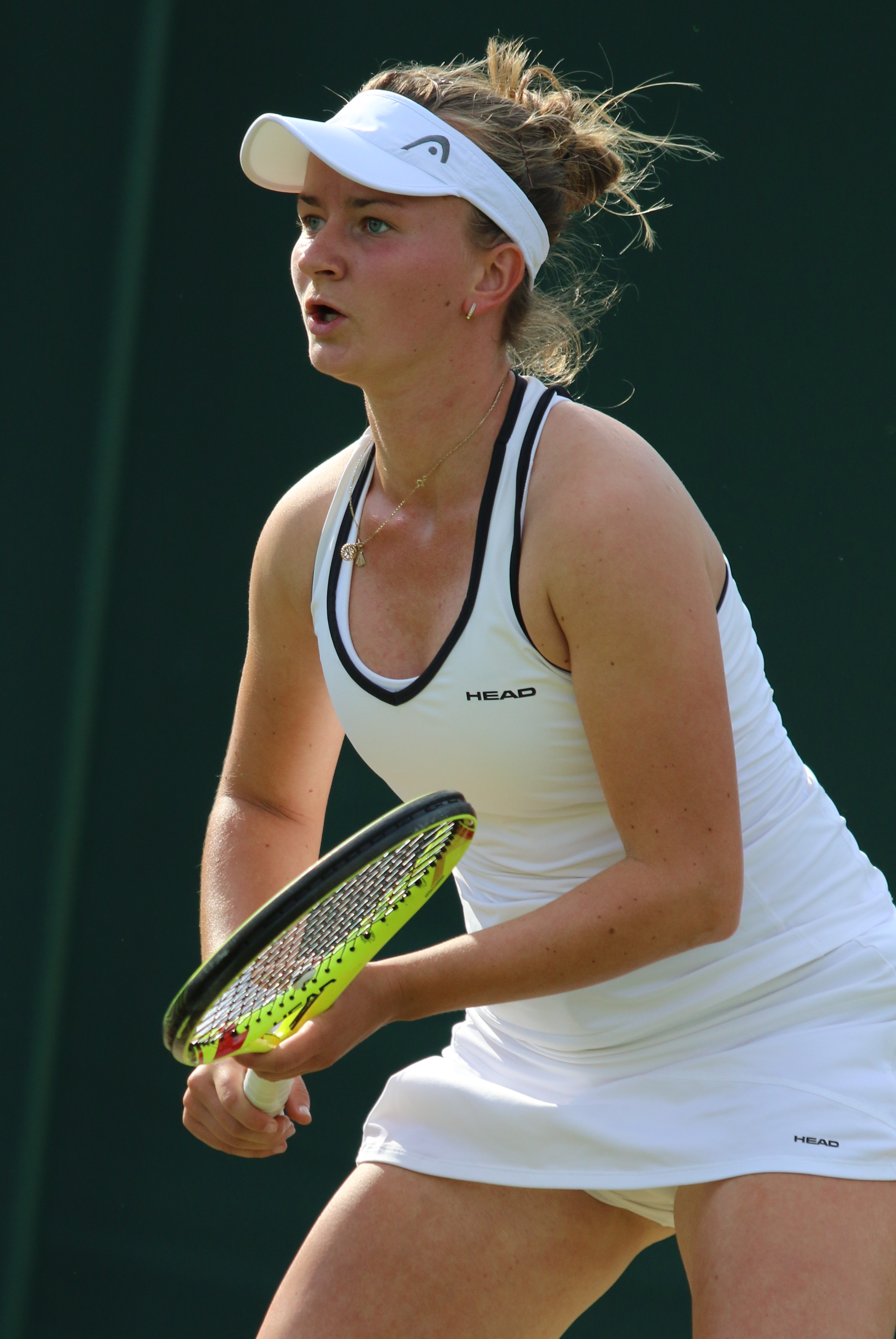
Češka Barbora Krejčíková byla na 2. místě poprvé klasifikována 28. února 2022

Následující přehled uvádí tenistky, jejichž nejvyšším postavením na žebříčku WTA ve dvouhře bylo 2. až 10. místo.
| Hráčky na 2. místě žebříčku WTA | Hráčky na 2. místě žebříčku WTA |
| Světová dvojka                  | prvně klasifikována             |
| ------------------------------- | ------------------------------- |
| Virginia Wadeová                | 3. listopadu 1975               |
| Andrea Jaegerová                | 17. srpna 1981                  |
| Conchita Martínezová            | 30. října 1995                  |
| Jana Novotná                    | 7. července 1997                |
| Anastasija Myskinová            | 13. září 2004                   |
| Světlana Kuzněcovová            | 10. září 2007                   |
| Věra Zvonarevová                | 25. října 2010                  |
| Petra Kvitová                   | 31. října 2011                  |
| Agnieszka Radwańská             | 9. července 2012                |
| Li Na                           | 17. února 2014                  |
| Barbora Krejčíková              | 28. února 2022                  |
| Paula Badosová                  | 25. dubna 2022                  |
| Anett Kontaveitová              | 6. června 2022                  |
| Ons Džabúrová                   | 27. června 2022                 |
| Coco Gauffová                   | 10. června 2024                 |

| Hráčky na 3. místě žebříčku WTA | Hráčky na 3. místě žebříčku WTA |
| Světová trojka                  | prvně klasifikována             |
| ------------------------------- | ------------------------------- |
| Pam Shriverová                  | 20. března 1984                 |
| / Hana Mandlíková               | 30. dubna 1984                  |
| Wendy Turnbullová               | 7. ledna 1985                   |
| / Manuela Malejevová            | 4. února 1985                   |
| Gabriela Sabatini               | 27. února 1989                  |
| Mary Pierceová                  | 30. ledna 1995                  |
| Amanda Coetzerová               | 3. listopadu 1997               |
| Nathalie Tauziatová             | 8. května 2000                  |
| Naděžda Petrovová               | 15. května 2006                 |
| Jelena Dementěvová              | 6. dubna 2009                   |
| Elina Svitolinová               | 11. září 2017                   |
| Sloane Stephensová              | 16. července 2018               |
| Maria Sakkariová                | 21. března 2022                 |
| Jessica Pegulaová               | 24. října 2022                  |
| Jelena Rybakinová               | 12. června 2023                 |

| Hráčky na 4. místě žebříčku WTA | Hráčky na 4. místě žebříčku WTA |
| Světová čtyřka                  | prvně klasifikována             |
| ------------------------------- | ------------------------------- |
| Sue Barkerová                   | 20. března 1977                 |
| Dianne Fromholtzová             | 19. března 1979                 |
| Helena Suková                   | 18. března 1985                 |
| Claudia Kohde-Kilschová         | 2. září 1985                    |
| Zina Garrisonová                | 20. listopadu 1989              |
| Mary Joe Fernandezová           | 22. října 1990                  |
| Kimiko Dateová                  | 13. května 1995                 |
| Magdalena Malejevová            | 29. ledna 1996                  |
| Iva Majoliová                   | 5. února 1996                   |
| Anke Huberová                   | 14. října 1996                  |
| / Jelena Dokićová               | 19. srpna 2002                  |
| Francesca Schiavoneová          | 31. ledna 2011                  |
| Samantha Stosurová              | 21. února 2011                  |
| Dominika Cibulková              | 20. března 2017                 |
| Johanna Kontaová                | 17. července 2017               |
| Caroline Garciaová              | 10. září 2018                   |
| Kiki Bertensová                 | 13. května 2019                 |
| Bianca Andreescuová             | 21. října 2019                  |
| Belinda Bencicová               | 17. února 2020                  |
| Sofia Keninová                  | 9. března 2020                  |
| Jasmine Paoliniová              | 28. října 2024                  |
| Čeng Čchin-wen                  | 16. června 2025                 |

| Hráčka na 5. místě žebříčku WTA | Hráčka na 5. místě žebříčku WTA |
| Světová pětka                   | prvně klasifikována             |
| ------------------------------- | ------------------------------- |
| Rosie Casalsová                 | 13. září 1976                   |
| Betty Stöveová                  | 3. července 1977                |
| Sylvia Haniková                 | 12. září 1983                   |
| Kathy Jordanová                 | 19. března 1984                 |
| Jo Durieová                     | 29. dubna 1984                  |
| / Nataša Zverevová              | 22. května 1989                 |
| Daniela Hantuchová              | 27. ledna 2003                  |
| Anna Čakvetadzeová              | 10. září 2007                   |
| Sara Erraniová                  | 20. května 2013                 |
| Eugenie Bouchardová             | 20. října 2014                  |
| Lucie Šafářová                  | 14. září 2015                   |
| Jeļena Ostapenková              | 19. března 2018                 |
| Madison Keysová                 | 24. února 2025                  |
| Mirra Andrejevová               | 14. července 2025               |

| Hráčky na 6. místě žebříčku WTA | Hráčky na 6. místě žebříčku WTA |
| Světová šestka                  | prvně klasifikována             |
| ------------------------------- | ------------------------------- |
| Mima Jaušovecová                | 22. března 1982                 |
| Bettina Bungeová                | 28. března 1983                 |
| Katerina Malejevová             | 9. července 1990                |
| Chanda Rubinová                 | 8. dubna 1996                   |
| Flavia Pennettaová              | 28. září 2015                   |
| Carla Suárez Navarrová          | 29. února 2016                  |
| Markéta Vondroušová             | 11. září 2023                   |

| Hráčky na 7. místě žebříčku WTA | Hráčky na 7. místě žebříčku WTA |
| Světová sedmička                | prvně klasifikována             |
| ------------------------------- | ------------------------------- |
| Olga Morozovová                 | 3. listopadu 1975               |
| Kerry Melvilleová               | 4. července 1976                |
| Greer Stevensová                | 7. července 1980                |
| Barbara Potterová               | 6. prosince 1982                |
| Andrea Temesváriová             | 23. ledna 1984                  |
| Kathy Rinaldiová                | 26. května 1986                 |
| Irina Spîrleaová                | 13. října 1997                  |
| Barbara Schettová               | 13. září 1999                   |
| Julie Halard-Decugisová         | 14. února 2000                  |
| Patty Schnyderová               | 14. listopadu 2005              |
| Nicole Vaidišová                | 14. května 2007                 |
| Marion Bartoliová               | 30. ledna 2012                  |
| Roberta Vinciová                | 9. května 2016                  |
| Danielle Collinsová             | 11. července 2022               |
| Amanda Anisimovová              | 14. července 2025               |

| Hráčky na 8. místě žebříčku WTA | Hráčky na 8. místě žebříčku WTA |
| Světová osmička                 | prvně klasifikována             |
| ------------------------------- | ------------------------------- |
| Nancy Richeyová                 | 3. listopadu 1975               |
| Virginia Ruziciová              | 21. května 1979                 |
| Bonnie Gaduseková               | 9. července 1984                |
| Carling Bassett-Segusová        | 4. března 1985                  |
| Anna Kurnikovová                | 20. listopadu 2000              |
| Ai Sugijamová                   | 9. února 2004                   |
| Alicia Moliková                 | 28. února 2005                  |
| Jekatěrina Makarovová           | 6. dubna 2015                   |
| Darja Kasatkinová               | 24. října 2022                  |
| Karolína Muchová                | 11. září 2023                   |
| Emma Navarrová                  | 9. září 2024                    |

| Hráčky na 9. místě žebříčku WTA | Hráčky na 9. místě žebříčku WTA |
| Světová devítka                 | prvně klasifikována             |
| ------------------------------- | ------------------------------- |
| Françoise Dürrová               | 3. listopadu 1975               |
| Lisa Bonderová                  | 20. srpna 1984                  |
| Lori McNeilová                  | 4. července 1988                |
| Brenda Schultz-McCarthyová      | 20. května 1996                 |
| Dominique Monamiová             | 12. října 1998                  |
| Sandrine Testudová              | 7. února 2000                   |
| Paola Suárezová                 | 7. června 2004                  |
| Andrea Petkovicová              | 10. října 2011                  |
| Timea Bacsinszká                | 16. května 2016                 |
| Coco Vandewegheová              | 15. ledna 2018                  |
| Julia Görgesová                 | 20. srpna 2018                  |
| Veronika Kuděrmetovová          | 24. října 2022                  |

| \| Hráčky na 10. místě žebříčku WTA \| Hráčky na 10. místě žebříčku WTA \| \| Světová desítka \| prvně klasifikována \| \| -------------------------------- \| -------------------------------- \| \| Kathy Mayová \| 3. července 1977 \| \| Kristien Shawová \| 21. srpna 1977 \| \| Kathleen Horvathová \| 11. června 1984 \| \| Catarina Lindqvistová \| 15. dubna 1985 \| \| Stephanie Reheová \| 13. března 1989 \| \| Barbara Paulusová \| 18. listopadu 1996 \| \| Karina Habšudová \| 10. února 1997 \| \| Maria Kirilenková \| 10. června 2013 \| \| Kristina Mladenovicová \| 23. října 2017 \| \| Emma Raducanuová \| 11. července 2022 \| \| Beatriz Haddad Maiová \| 12. června 2023 \| |                     |
| Hráčky na 10. místě žebříčku WTA |                     |
| Světová desítka | prvně klasifikována |
| Kathy Mayová | 3. července 1977    |
| Kristien Shawová | 21. srpna 1977      |
| Kathleen Horvathová | 11. června 1984     |
| Catarina Lindqvistová | 15. dubna 1985      |
| Stephanie Reheová | 13. března 1989     |
| Barbara Paulusová | 18. listopadu 1996  |
| Karina Habšudová | 10. února 1997      |
| Maria Kirilenková | 10. června 2013     |
| Kristina Mladenovicová | 23. října 2017      |
| Emma Raducanuová | 11. července 2022   |
| Beatriz Haddad Maiová | 12. června 2023     |

Poznámky
- aktivní hráčky

### Top 10 na konečném žebříčku
| ★ | nejvyšší postavení tenistky na konečném žebříčku |

| Rok  | 1. místo               | 2. místo                         | 3. místo               | 4. místo               | 5. místo               | 6. místo                   | 7. místo             | 8. místo             | 9. místo                   | 10. místo                  |
| ---- | ---------------------- | -------------------------------- | ---------------------- | ---------------------- | ---------------------- | -------------------------- | -------------------- | -------------------- | -------------------------- | -------------------------- |
| 1975 | C. Evertová★           | V. Wadeová★                      | M. Navrátilová         | B.J. Kingová           | E. Goolagong Cawleyová | M. Courtová★               | O. Morozovová★       | N. Gunterová★        | F. Dürrová★                | K. Melville Reidová        |
| 1976 | C. Evertová            | E. Goolagong Cawleyová★          | V. Wadeová             | M. Navrátilová         | D. Fromholtzová★       | R. Casalsová★              | B. Stöveová★         | K. Melville Reidová★ | O. Morozovová              | S. Barkerová               |
| 1977 | C. Evertová            | B.J. Kingová★                    | M. Navrátilová         | V. Wadeová             | S. Barkerová★          | R. Casalsová               | B. Stöveová          | D. Fromholtzová      | W. Turnbullová             | K. Melville Reidová        |
| 1978 | M. Navrátilová★        | C. Evertová                      | E. Goolagong Cawleyová | V. Wadeová             | B.J. Kingová           | T. Austinová               | W. Turnbullová       | K. Melville Reidová  | B. Stöveová                | D. Fromholtzová            |
| 1979 | M. Navrátilová         | C. Evert-Lloydová                | T. Austinová           | E. Goolagong Cawleyová | B.J. Kingová           | D. Fromholtzová            | W. Turnbullová       | V. Wadeová           | K. Melville Reidová        | S. Barkerová               |
| 1980 | C. Evert-Lloydová      | T. Austinová★                    | M. Navrátilová         | H. Mandlíková          | E. Goolagong Cawleyová | B.J. Kingová               | A. Jaegerová         | W. Turnbullová       | P. Shriverová              | G. Stevensová★             |
| 1981 | C. Evert-Lloydová      | T. Austinová                     | M. Navrátilová         | A. Jaegerová           | H. Mandlíková          | S. Haniková                | P. Shriverová        | W. Turnbullová       | B. Bungeová                | B. Potterová               |
| 1982 | M. Navrátilová         | C. Evert-Lloydová                | A. Jaegerová★          | T. Austinová           | W. Turnbullová★        | P. Shriverová              | H. Mandlíková        | B. Potterová★        | B. Bungeová                | S. Haniková                |
| 1983 | M. Navrátilová         | C. Evert-Lloydová                | A. Jaegerová           | P. Shriverová★         | S. Haniková★           | J. Durieová★               | B. Bungeová★         | W. Turnbullová       | T. Austinová               | Z. Garrisonová             |
| 1984 | M. Navrátilová         | C. Evert-Lloydová                | H. Mandlíková★         | P. Shriverová          | W. Turnbullová         | Man. Malejevová★           | H. Suková            | C. Kohde-Kilschová   | Z. Garrisonová             | K. Jordanová★              |
| 1985 | M. Navrátilová         | C. Evert-Lloydová                | H. Mandlíková          | P. Shriverová          | C. Kohde-Kilschová★    | S. Grafová                 | Man. Malejevová      | Z. Garrisonová       | H. Suková                  | B. Gaduseková★             |
| 1986 | M. Navrátilová         | C. Evert-Lloydová                | S. Grafová             | H. Mandlíková          | H. Suková★             | P. Shriverová              | C. Kohde-Kilschová   | Man. Malejevová      | K. Rinaldiová★             | G. Sabatini                |
| 1987 | S. Grafová★            | M. Navrátilová                   | C. Evertová            | P. Shriverová          | H. Mandlíková          | G. Sabatini                | H. Suková            | Man. Malejevová      | Z. Garrisonová             | C. Kohde-Kilschová         |
| 1988 | S. Grafová             | M. Navrátilová                   | C. Evertová            | G. Sabatini            | P. Shriverová          | Man. Malejeva-Fragnièreová | N. Zverevová★        | H. Suková            | Z. Garrisonová             | B. Potterová               |
| 1989 | S. Grafová             | M. Navrátilová                   | G. Sabatini★           | Z. Garrisonová★        | A. Sánchez Vicariová   | M. Selešová                | C. Martínezová       | H. Suková            | Man. Malejeva-Fragnièreová | C. Evertová                |
| 1990 | S. Grafová             | M. Selešová                      | M. Navrátilová         | M.J. Fernandezová★     | G. Sabatini            | K. Malejevová★             | A. Sánchez Vicariová | J. Capriatiová       | Man. Malejeva-Fragnièreová | Z. Garrisonová             |
| 1991 | M. Selešová★           | S. Grafová                       | G. Sabatini            | M. Navrátilová         | A. Sánchez Vicariová   | J. Capriatiová             | J. Novotná           | M.J. Fernandezová    | C. Martínezová             | Man. Malejeva-Fragnièreová |
| 1992 | M. Selešová            | S. Grafová                       | G. Sabatini            | A. Sánchez Vicariová   | M. Navrátilová         | M.J. Fernandezová          | J. Capriatiová       | C. Martínezová       | Man. Malejeva-Fragnièreová | J. Novotná                 |
| 1993 | S. Grafová             | A. Sánchez Vicariová★            | M. Navrátilová         | C. Martínezová         | G. Sabatini            | J. Novotná                 | M.J. Fernandezová    | M. Selešová          | J. Capriatiová             | A. Huberová                |
| 1994 | S. Grafová             | A. Sánchez Vicariová             | C. Martínezová         | J. Novotná             | M. Pierceová★          | L. Davenportová            | G. Sabatini          | M. Navrátilová       | K. Dateová                 | N. Zverevová               |
| 1995 | S. Grafová M. Selešová | C. Martínezová★                  | A. Sánchez Vicariová   | K. Dateová★            | M. Pierceová           | Mag. Malejevová★           | G. Sabatini          | M.J. Fernandezová    | I. Majoliová               | A. Huberová                |
| 1996 | S. Grafová             | M. Selešová A. Sánchez Vicariová | J. Novotná             | M. Hingisová           | C. Martínezová         | A. Huberová★               | I. Majoliová         | K. Dateová           | L. Davenportová            | B. Paulusová★              |
| 1997 | M. Hingisová★          | J. Novotná★                      | L. Davenportová        | A. Coetzerová★         | M. Selešová            | I. Majoliová★              | M. Pierceová         | I. Spîrleaová★       | A. Sánchez Vicariová       | M.J. Fernandezová          |
| 1998 | L. Davenportová★       | M. Hingisová                     | J. Novotná             | A. Sánchez Vicariová   | V. Williamsová         | M. Selešová                | M. Pierceová         | C. Martínezová       | S. Grafová                 | N. Tauziatová              |
| 1999 | M. Hingisová           | L. Davenportová                  | V. Williamsová         | S. Williamsová         | M. Pierceová           | M. Selešová                | N. Tauziatová★       | B. Schettová★        | J. Halard-Decugisová★      | A. Mauresmová              |
| 2000 | M. Hingisová           | L. Davenportová                  | V. Williamsová         | M. Selešová            | C. Martínezová         | S. Williamsová             | M. Pierceová         | A. Kurnikovová★      | A. Sánchez Vicariová       | N. Tauziatová              |
| 2001 | L. Davenportová        | J. Capriatiová★                  | V. Williamsová         | M. Hingisová           | K. Clijstersová        | S. Williamsová             | J. Heninová          | J. Dokićová★         | A. Mauresmová              | M. Selešová                |
| 2002 | S. Williamsová★        | V. Williamsová★                  | J. Capriatiová         | K. Clijstersová        | J. Heninová            | A. Mauresmová              | M. Selešová          | D. Hantuchová★       | J. Dokićová                | M. Hingisová               |
| 2003 | J. Henin-Hardenneová★  | K. Clijstersová★                 | S. Williamsová         | A. Mauresmová          | L. Davenportová        | J. Capriatiová             | A. Myskinová         | J. Dementěvová       | C. Rubinová★               | A. Sugijamová★             |
| 2004 | L. Davenportová        | A. Mauresmová★                   | A. Myskinová★          | M. Šarapovová          | S. Kuzněcovová         | J. Dementěvová             | S. Williamsová       | J. Henin-Hardenneová | V. Williamsová             | J. Capriatiová             |
| 2005 | L. Davenportová        | K. Clijstersová                  | A. Mauresmová          | M. Šarapovová          | M. Pierceová           | J. Henin-Hardenneová       | P. Schnyderová★      | J. Dementěvová       | N. Petrovová               | V. Williamsová             |
| 2006 | J. Henin-Hardenneová   | M. Šarapovová★                   | A. Mauresmová          | S. Kuzněcovová         | K. Clijstersová        | N. Petrovová★              | M. Hingisová         | J. Dementěvová       | P. Schnyderová             | N. Vaidišová★              |
| 2007 | J. Heninová            | S. Kuzněcovová★                  | J. Jankovićová         | A. Ivanovićová★        | M. Šarapovová          | A. Čakvetadzeová★          | S. Williamsová       | V. Williamsová       | D. Hantuchová              | M. Bartoliová              |
| 2008 | J. Jankovićová★        | S. Williamsová                   | D. Safinová            | J. Dementěvová★        | A. Ivanovićová         | V. Williamsová             | V. Zvonarevová       | S. Kuzněcovová       | M. Šarapovová              | A. Radwańská               |
| 2009 | S. Williamsová         | D. Safinová★                     | S. Kuzněcovová         | C. Wozniacká           | J. Dementěvová         | V. Williamsová             | V. Azarenková        | J. Jankovićová       | V. Zvonarevová             | A. Radwańská               |
| 2010 | C. Wozniacká★          | V. Zvonarevová★                  | K. Clijstersová        | S. Williamsová         | V. Williamsová         | S. Stosurová★              | F. Schiavoneová★     | J. Jankovićová       | J. Dementěvová             | V. Azarenková              |
| 2011 | C. Wozniacká           | P. Kvitová★                      | V. Azarenková          | M. Šarapovová          | N. Li                  | S. Stosurová               | V. Zvonarevová       | A. Radwańská         | M. Bartoliová★             | A. Petkovicová★            |
| 2012 | V. Azarenková★         | M. Šarapovová                    | S. Williamsová         | A. Radwańská           | A. Kerberová           | S. Erraniová★              | N. Li                | P. Kvitová           | S. Stosurová               | C. Wozniacká               |
| 2013 | S. Williamsová         | V. Azarenková                    | N. Li★                 | M. Šarapovová          | A. Radwańská           | P. Kvitová                 | S. Erraniová         | J. Jankovićová       | A. Kerberová               | C. Wozniacká               |
| 2014 | S. Williamsová         | M. Šarapovová                    | S. Halepová            | P. Kvitová             | A. Ivanovićová         | A. Radwańská               | E. Bouchardová★      | C. Wozniacká         | N. Li                      | A. Kerberová               |
| 2015 | S. Williamsová         | S. Halepová                      | G. Muguruzaová         | M. Šarapovová          | A. Radwańská           | P. Kvitová                 | V. Williamsová       | F. Pennettaová★      | L. Šafářová★               | A. Kerberová               |
| 2016 | A. Kerberová★          | S. Williamsová                   | A. Radwańská★          | S. Halepová            | D. Cibulková★          | K. Plíšková                | G. Muguruzaová       | M. Keysová★          | S. Kuzněcovová             | J. Kontaová                |
| 2017 | S. Halepová★           | G. Muguruzaová★                  | C. Wozniacká           | K. Plíšková            | V. Williamsová         | E. Svitolinová             | J. Ostapenková★      | C. Garciaová★        | J. Kontaová★               | C. Vandewegheová★          |
| 2018 | S. Halepová            | A. Kerberová                     | C. Wozniacká           | E. Svitolinová★        | N. Ósakaová            | S. Stephensová★            | P. Kvitová           | K. Plíšková          | K. Bertensová★             | D. Kasatkinová             |
| 2019 | A. Bartyová★           | K. Plíšková★                     | N. Ósakaová★           | S. Halepová            | B. Andreescuová★       | E. Svitolinová             | P. Kvitová           | B. Bencicová★        | K. Bertensová              | S. Williamsová             |
| 2020 | A. Bartyová            | S. Halepová                      | N. Ósakaová            | S. Keninová★           | E. Svitolinová         | K. Plíšková                | B. Andreescuová      | P. Kvitová           | K. Bertensová              | A. Sabalenková             |
| 2021 | A. Bartyová            | A. Sabalenková                   | G. Muguruzaová         | K. Plíšková            | B. Krejčíková★         | M. Sakkariová★             | A. Kontaveitová★     | P. Badosová★         | I. Świąteková              | O. Džabúrová               |
| 2022 | I. Świąteková★         | O. Džabúrová★                    | J. Pegulaová★          | C. Garciaová★          | A. Sabalenková         | M. Sakkariová              | C. Gauffová          | D. Kasatkinaová★     | V. Kuděrmetovová★          | S. Halepová                |
| 2023 | I. Świąteková          | A. Sabalenková                   | C. Gauffová★           | J. Rybakinová★         | J. Pegulaová           | O. Džabúrová               | M. Vondroušová★      | K. Muchová★          | M. Sakkariová              | B. Krejčíková              |
| 2024 | A. Sabalenková★        | I. Świąteková                    | C. Gauffová            | J. Paoliniová★         | Č-w Čeng★              | J. Rybakinová              | J. Pegulaová         | E. Navarrová★        | D. Kasatkinová             | B. Krejčíková              |

### Světové jedničky podle týdnů v desetiletích
| 158 | Evertová |

| 57 | Navrátilová |

| 2 | Goolagongová |

| 275 | Navrátilová |

| 124 | Grafová |

| 102 | Evertová |

| 21 | Austinová |

| 253 | Grafová |

| 178 | Selešová |

| 122 | Hingisová |

| 22 | Davenportová |

| 117 | Heninová |

| 87 | Hingisová |

| 83 | S. Williamsová |

| 76 | Davenportová |

| 39 | Mauresmová |

| 26 | Safinová |

| 19 | Clijstersová |

| 18 | Jankovićová |

| 17 | Capriatiová, Šarapovová |

| 12 | Ivanovićová |

| 11 | V. Williamsová |

| 236 | S. Williamsová |

| 71 | Wozniacká |

| 64 | Halepová |

| 51 | Azarenková |

| 34 | Kerberová |

| 25 | Ósakaová |

| 24 | Bartyová |

| 8 | Plíšková |

| 4 | Šarapovová, Muguruzaová |

| 1 | Clijstersová |

| 125 | Świąteková  |
| 97  | Bartyová    |
| 52  | Sabalenková |

## Čtyřhra

### Světové jedničky

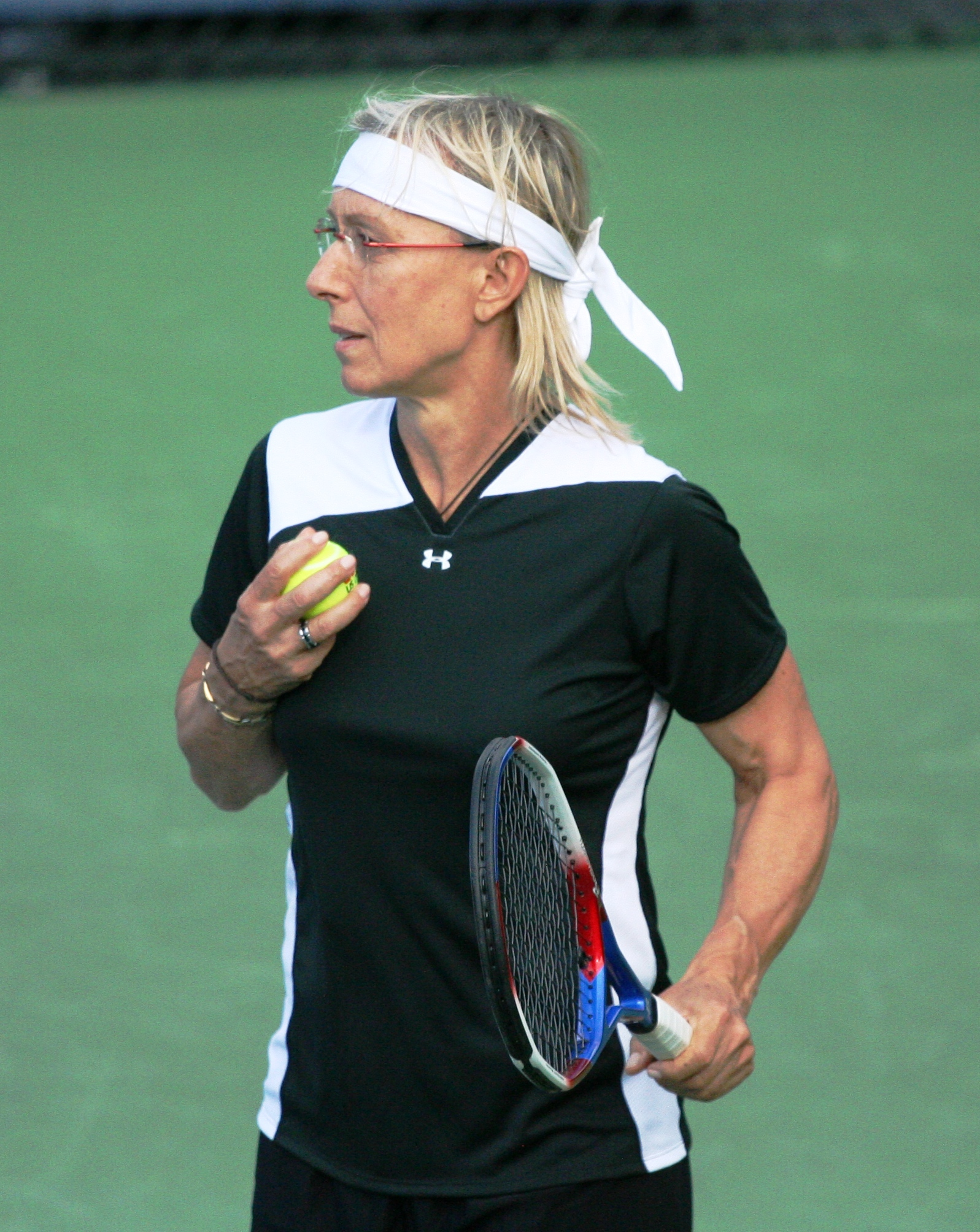
Martina Navrátilová drží rekord v celkovém počtu 237 týdnů na čele deblového žebříčku, stejně jako v setrvání na první příčce bez přerušení – 181 týdnů

Toto je seznam hráček, které dosáhly na pozici světové jedničky v deblu od září 1984.
| poř.                                                                              | stát                     | tenistka                     | týdnů |
| --------------------------------------------------------------------------------- | ------------------------ | ---------------------------- | ----- |
| 1.                                                                                | Spojené státy americké   | Martina Navrátilová          | 237   |
| 2.                                                                                | Spojené státy americké   | Liezel Huberová              | 199   |
| 3.                                                                                | Zimbabwe                 | Cara Blacková                | 163   |
| 4.                                                                                | Česko                    | Kateřina Siniaková           | 161   |
| 5.                                                                                | Spojené státy americké   | Lisa Raymondová              | 137   |
| 6.                                                                                | Sovětský svaz/ Bělorusko | Nataša Zverevová             | 124   |
| 7.                                                                                | Španělsko                | Arantxa Sánchezová Vicariová | 111   |
| 8.                                                                                | Itálie                   | Roberta Vinciová             | 110   |
| 9.                                                                                | Indie                    | Sania Mirzaová               | 91    |
| 10.                                                                               | Švýcarsko                | Martina Hingisová            | 90    |
| 11.                                                                               | Argentina                | Paola Suárezová              | 87    |
| 11.                                                                               | Itálie                   | Sara Erraniová               | 87    |
| 13.                                                                               | Spojené státy americké   | Gigi Fernándezová            | 80    |
| 14.                                                                               | Česko                    | Helena Suková                | 68    |
| 15.                                                                               | Česko                    | Jana Novotná                 | 67    |
| 16.                                                                               | Španělsko                | Virginia Ruanová Pascualová  | 65    |
| 17.                                                                               | Austrálie                | Samantha Stosurová           | 61    |
| 18.                                                                               | Čínská Tchaj-pej         | Sie Šu-wej                   | 59    |
| 19.                                                                               | Spojené státy americké   | Pam Shriverová               | 48    |
| 20.                                                                               | Japonsko                 | Ai Sugijamová                | 45    |
| 21.                                                                               | Belgie                   | Elise Mertensová             | 39    |
| 22.                                                                               | Čínská Tchaj-pej         | Latisha Chan                 | 34    |
| 23.                                                                               | Spojené státy americké   | Lindsay Davenportová         | 32    |
| 23.                                                                               | Spojené státy americké   | Bethanie Matteková-Sandsová  | 32    |
| 25.                                                                               | Česko                    | Barbora Strýcová             | 27    |
| 26.                                                                               | Argentina                | Gisela Dulková               | 24    |
| 27.                                                                               | Čína                     | Pcheng Šuaj                  | 20    |
| 28.                                                                               | Česko                    | Barbora Krejčíková           | 19    |
| 29.                                                                               | Itálie                   | Flavia Pennettaová           | 18    |
| 30.                                                                               | Francie                  | Julie Halardová-Decugisová   | 14    |
| 31.                                                                               | Maďarsko                 | Tímea Babosová               | 13    |
| 32.                                                                               | Francie                  | Kristina Mladenovicová       | 12    |
| 32.                                                                               | Austrálie                | Storm Hunterová              | 12    |
| 34.                                                                               | Česko                    | Květa Peschkeová             | 10    |
| 34.                                                                               | Slovinsko                | Katarina Srebotniková        | 10    |
| 34.                                                                               | Rusko                    | Anna Kurnikovová             | 10    |
| 37.                                                                               | Spojené státy americké   | Serena Williamsová           | 8     |
| 37.                                                                               | Spojené státy americké   | Venus Williamsová            | 8     |
| 37.                                                                               | Austrálie                | Rennae Stubbsová             | 8     |
| 37.                                                                               | Nový Zéland              | Erin Routliffeová            | 8     |
| 41.                                                                               | Spojené státy americké   | Corina Morariuová            | 7     |
| 41.                                                                               | Spojené státy americké   | Coco Gauffová                | 7     |
| 43.                                                                               | Česko                    | Lucie Šafářová               | 6     |
| 43.                                                                               | Bělorusko                | Aryna Sabalenková            | 6     |
| 45.                                                                               | Rusko                    | Jekatěrina Makarovová        | 5     |
| 45.                                                                               | Rusko                    | Jelena Vesninová             | 5     |
| 47.                                                                               | Belgie                   | Kim Clijstersová             | 4     |
| 47.                                                                               | Lotyšsko                 | Larisa Neilandová            | 4     |
| 47.                                                                               | Spojené státy americké   | Taylor Townsendová           | 4     |
| 50.                                                                               | Spojené státy americké   | Jessica Pegulaová            | 3     |
| – aktivní hráčka; tučně – současná světová jednička; aktualizováno 18. srpna 2025 |                          |                              |       |

### Světové jedničky nejdéle bez přerušení
| poř.                         | stát                   | tenistka                     | týdnů |
| ---------------------------- | ---------------------- | ---------------------------- | ----- |
| 1.                           | Spojené státy americké | Martina Navrátilová          | 181   |
| 2.                           | Zimbabwe               | Cara Blacková                | 145   |
| 3.                           | Spojené státy americké | Liezel Huberová              | 134   |
| 4.                           | Indie                  | Sania Mirzaová               | 91    |
| 5.                           | Španělsko              | Arantxa Sánchezová Vicariová | 73    |
| 6.                           | Itálie                 | Roberta Vinciová             | 70    |
| 7.                           | Španělsko              | Virginia Ruanová Pascualová  | 64    |
| 8.                           | Austrálie              | Samantha Stosurová           | 61    |
| 9.                           | Spojené státy americké | Lisa Raymondová              | 54    |
| 10.                          | Spojené státy americké | Liezel Huberová (2)          | 52    |
| 10.                          | Česko                  | Kateřina Siniaková           | 52    |
| 12.                          | Spojené státy americké | Lisa Raymondová (2)          | 48    |
| 13.                          | Argentina              | Paola Suárezová              | 47    |
| 14.                          | Česko                  | Kateřina Siniaková (2)       | 46    |
| 15.                          | Spojené státy americké | Pam Shriverová               | 44    |
| 16.                          | Itálie                 | Sara Erraniová               | 42    |
| 17.                          | Itálie                 | Roberta Vinciová (2)         | 40    |
| 17.                          | Itálie                 | Sara Erraniová (2)           | 40    |
| 19.                          | Spojené státy americké | Gigi Fernándezová            | 38    |
| 20.                          | Argentina              | Paola Suárezová (2)          | 37    |
| aktualizováno 18. srpna 2025 |                        |                              |       |

### Týdny na čele žebříčku podle státu
| Týdnů                                                           | stát                   | tenistka |
| --------------------------------------------------------------- | ---------------------- | --- |
| 802                                                             | Spojené státy americké | Martina Navrátilová, Pam Shriverová, Gigi Fernándezová, Lindsay Davenportová, Corina Morariuová, Lisa Raymondová, Liezel Huberová, Venus Williamsová, Serena Williamsová, Bethanie Matteková-Sandsová, Coco Gauffová, Jessica Pegulaová, Taylor Townsendová |
| 358                                                             | Československo Česko   | Helena Suková, Jana Novotná, Květa Peschkeová, Lucie Šafářová, Barbora Krejčíková, Kateřina Siniaková, Barbora Strýcová |
| 215                                                             | Itálie                 | Flavia Pennettaová, Sara Erraniová, Roberta Vinciová |
| 176                                                             | Španělsko              | Arantxa Sánchezová Vicariová, Virginia Ruanová Pascualová |
| 163                                                             | Zimbabwe               | Cara Blacková |
| 129                                                             | Bělorusko              | Nataša Zverevová, Aryna Sabalenková |
| 111                                                             | Argentina              | Paola Suárezová, Gisela Dulková |
| 93                                                              | Čínská Tchaj-pej       | Sie Šu-wej, Latisha Chan |
| 91                                                              | Indie                  | Sania Mirzaová |
| 90                                                              | Švýcarsko              | Martina Hingisová |
| 76                                                              | Austrálie              | Rennae Stubbsová, Samantha Stosurová, Storm Hunterová |
| 45                                                              | Japonsko               | Ai Sugijamová |
| 43                                                              | Belgie                 | Kim Clijstersová, Elise Mertensová |
| 26                                                              | Francie                | Julie Halardová-Decugisová, Kristina Mladenovicová |
| 20                                                              | Čína                   | Pcheng Šuaj |
| 20                                                              | Rusko                  | Anna Kurnikovová, Jekatěrina Makarovová, Jelena Vesninová |
| 13                                                              | Maďarsko               | Tímea Babosová |
| 10                                                              | Slovinsko              | Katarina Srebotniková |
| 8                                                               | Nový Zéland            | Erin Routliffeová |
| 4                                                               | Lotyšsko               | Larisa Neilandová |
| 1                                                               | Sovětský svaz          | Nataša Zverevová |
| aktualizováno 18. srpna 2025; tučně – současná světová jednička |                        | |

Vysvětlivky
1. 1 2  Nataša Zverevová odehrála první ze 124 týdnů jako jednička za Sovětský svaz (7.–13. října 1991). Po jeho rozpadu v prosinci 1991 reprezentovala Bělorusko.

### Konečný žebříček

#### Počet zakončení světových jedniček
| Stát                   | tenistka                     | počet |
| ---------------------- | ---------------------------- | ----- |
| Spojené státy americké | Martina Navrátilová          | 5     |
| Zimbabwe               | Cara Blacková                | 4     |
| Spojené státy americké | Liezel Huberová              | 4     |
| Česko                  | Kateřina Siniaková           | 4     |
| Bělorusko              | Nataša Zverevová             | 3     |
| Itálie                 | Roberta Vinciová             | 3     |
| Československo         | Helena Suková                | 2     |
| Španělsko              | Arantxa Sánchezová Vicariová | 2     |
| Argentina              | Paola Suárezová              | 2     |
| Spojené státy americké | Lisa Raymondová              | 2     |
| Itálie                 | Sara Erraniová               | 2     |
| Indie                  | Sania Mirzaová               | 2     |
| Spojené státy americké | Pam Shriverová               | 1     |
| Československo         | Jana Novotná                 | 1     |
| Spojené státy americké | Gigi Fernándezová            | 1     |
| Rusko                  | Anna Kurnikovová             | 1     |
| Japonsko               | Ai Sugijamová                | 1     |
| Španělsko              | Virginia Ruanová Pascualová  | 1     |
| Austrálie              | Samantha Stosurová           | 1     |
| Argentina              | Gisela Dulková               | 1     |
| Švýcarsko              | Martina Hingisová            | 1     |
| Čínská Tchaj-pej       | Čan Jung-žan                 | 1     |
| Česko                  | Barbora Krejčíková           | 1     |
| Česko                  | Barbora Strýcová             | 1     |
| Čínská Tchaj-pej       | Sie Šu-wej                   | 1     |
| Austrálie              | Storm Hunterová              | 1     |

#### Konečné světové jedničky podle let
| Rok  | tenistka                        | pár                                                   |
| ---- | ------------------------------- | ----------------------------------------------------- |
| 1984 | Martina Navrátilová (USA)       | Martina Navrátilová (USA) Pam Shriverová (USA)        |
| 1985 | Pam Shriverová (USA)            | Martina Navrátilová (2) Pam Shriverová (2)            |
| 1986 | Martina Navrátilová (2)         | Martina Navrátilová (3) Pam Shriverová (3)            |
| 1987 | Martina Navrátilová (3)         | Martina Navrátilová (4) Pam Shriverová (4)            |
| 1988 | Martina Navrátilová (4)         | Martina Navrátilová (5) Pam Shriverová (5)            |
| 1989 | Martina Navrátilová (5)         | Helena Suková (CZE) Jana Novotná (CZE)                |
| 1990 | Helena Suková (CZE)             | Helena Suková (2) Jana Novotná (2)                    |
| 1991 | Jana Novotná (CZE)              | Gigi Fernándezová (USA) Jana Novotná (3)              |
| 1992 | Helena Suková (2)               | Larisa Neilandová (LAT) Nataša Zverevová (BLR)        |
| 1993 | Gigi Fernándezová (USA)         | Gigi Fernándezová (2) Nataša Zverevová (2)            |
| 1994 | Nataša Zverevová (BLR)          | Gigi Fernándezová (3) Nataša Zverevová (3)            |
| 1995 | Arantxa Sánchez Vicariová (ESP) | Gigi Fernándezová (4) Nataša Zverevová (4)            |
| 1996 | Arantxa Sánchez Vicariová (2)   | Jana Novotná (4) Arantxa Sánchez Vicariová (ESP)      |
| 1997 | Nataša Zverevová (2)            | Gigi Fernándezová (5) Nataša Zverevová (5)            |
| 1998 | Nataša Zverevová (3)            | Martina Hingisová (SUI) Jana Novotná (5)              |
| 1999 | Anna Kurnikovová (RUS)          | Martina Hingisová (2) Anna Kurnikovová (RUS)          |
| 2000 | Ai Sugijamová (JPN)             | Serena Williamsová (USA) Venus Williamsová (USA)      |
| 2001 | Lisa Raymondová (USA)           | Lisa Raymondová (USA) Rennae Stubbsová (AUS)          |
| 2002 | Paola Suárezová (ARG)           | Virginia Ruano Pascualová (ESP) Paola Suárezová (ARG) |
| 2003 | Paola Suárezová (2)             | Virginia Ruano Pascualová (2) Paola Suárezová (2)     |
| 2004 | Virginia Ruano Pascualová (ESP) | Virginia Ruano Pascualová (3) Paola Suárezová (3)     |

| Rok  | tenistka                                          | pár                                                   |
| ---- | ------------------------------------------------- | ----------------------------------------------------- |
| 2005 | Cara Blacková (ZIM)                               | Lisa Raymondová (2) Samantha Stosurová (AUS)          |
| 2006 | Lisa Raymondová (2) Samantha Stosurová (AUS)      | Lisa Raymondová (3) Samantha Stosurová (2)            |
| 2007 | Cara Blacková (2) Liezel Huberová (USA)           | Cara Blacková (ZIM) Liezel Huberová (USA)             |
| 2008 | Cara Blacková (3) Liezel Huberová (2)             | Cara Blacková (2) Liezel Huberová (2)                 |
| 2009 | Cara Blacková (4) Liezel Huberová (3)             | Cara Blacková (3) Liezel Huberová (3)                 |
| 2010 | Gisela Dulková (ARG)                              | Gisela Dulková (ARG) Flavia Pennettaová (ITA)         |
| 2011 | Liezel Huberová (4)                               | Květa Peschkeová (CZE) Katarina Srebotniková (SLO)    |
| 2012 | Roberta Vinciová (ITA)                            | Sara Erraniová (ITA) Roberta Vinciová (ITA)           |
| 2013 | Sara Erraniová Roberta Vinciová (2)               | Sara Erraniová (2) Roberta Vinciová (2)               |
| 2014 | Sara Erraniová (2) Roberta Vinciová (3)           | Sara Erraniová (3) Roberta Vinciová (3)               |
| 2015 | Sania Mirzaová (IND)                              | Martina Hingisová (3) Sania Mirzaová (IND)            |
| 2016 | Sania Mirzaová (2)                                | Caroline Garciaová (FRA) Kristina Mladenovicová (FRA) |
| 2017 | Latisha Chan (TPE) Martina Hingisová (SUI)        | Latisha Chan (TPE) Martina Hingisová (4)              |
| 2018 | Barbora Krejčíková (CZE) Kateřina Siniaková (CZE) | Barbora Krejčíková (CZE) Kateřina Siniaková (CZE)     |
| 2019 | Barbora Strýcová (CZE)                            | Tímea Babosová (HUN) Kristina Mladenovicová (2)       |
| 2020 | Sie Šu-wej (TPE)                                  | Tímea Babosová (2) Kristina Mladenovicová (3)         |
| 2021 | Kateřina Siniaková (2)                            | Barbora Krejčíková (2) Kateřina Siniaková (2)         |
| 2022 | Kateřina Siniaková (3)                            | Barbora Krejčíková (3) Kateřina Siniaková (3)         |
| 2023 | Storm Hunterová (AUS)                             | Storm Hunterová (AUS) Elise Mertensová (BEL)          |
| 2024 | Kateřina Siniaková (4)                            | Gabriela Dabrowská (CAN) Erin Routliffeová (NZL)      |

Vysvětlivky
1. 1 2  První zakončení tenistky či páru na pozici konečné jedničky tučně.
2. 1 2 3 4 5 6 7 8  První zakončení tenistky či páru na pozici konečné jedničky tučně.

### Světové jedničky bez výhry na Grand Slamu
Tabulka uvádí tenistky, které nastoupily na pozici světové jedničky bez výhry na grandslamovém turnaji.
| Hráčka            | datum poprvé jedničkou | první finále na grandslamu | první titul na grandslamu                      |
| ----------------- | ---------------------- | -------------------------- | ---------------------------------------------- |
| Gisela Dulková    | 1. listopadu 2010      | Australian Open 2011       | Australian Open 2011 (jediný titul)            |
| Sania Mirzaová    | 13. dubna 2015         | French Open 2011           | Wimbledon 2015 (1. ze 3 titulů)                |
| Coco Gauffová     | 15. srpna 2022         | US Open 2021               | French Open 2024 (jediný titul, stále aktivní) |
| Jessica Pegulaová | 11. září 2023          | French Open 2022           | žádný (stále aktivní)                          |
| Storm Hunterová   | 6. listopadu 2023      | Wimbledon 2023             | žádný (stále aktivní)                          |

Vysvětlivky
1. ↑  Statistika se vztahuje ke čtyřhře. V mixu Hunterová vyhrála US Open 2022.

## Bodové hodnocení podle okruhů
Za postup do příslušného kola konkrétního turnaje, který je definován kategorií, získá tenistka předem stanovený počet bodů. Tabulka uvádí přidělované body hráčkám na turnajích okruzích WTA Tour, WTA 125 a ITF v sezóně 2025. Body se odečítají po 52 týdnech.

### WTA Tour
| WTA Tour 2025 | WTA Tour 2025 | WTA Tour 2025                             | WTA Tour 2025                             | WTA Tour 2025                                                     | WTA Tour 2025                                                     | WTA Tour 2025                                                     | WTA Tour 2025                                                     | WTA Tour 2025                                                     | WTA Tour 2025                                                     | WTA Tour 2025                                                     | WTA Tour 2025                                                     | WTA Tour 2025                                                     | WTA Tour 2025 | WTA Tour 2025 |
| ↓kategorie / fáze→ | vítězky       | finalistky                                | semifinalistky                            | čtvrtfinalistky                                                   | 16 v kole                                                         | 32 v kole                                                         | 64 v kole                                                         | 128 v kole                                                        | QV                                                                | Q3                                                                | Q2                                                                | Q1                                                                |               |               |
| --- | ------------- | ----------------------------------------- | ----------------------------------------- | ----------------------------------------------------------------- | ----------------------------------------------------------------- | ----------------------------------------------------------------- | ----------------------------------------------------------------- | ----------------------------------------------------------------- | ----------------------------------------------------------------- | ----------------------------------------------------------------- | ----------------------------------------------------------------- | ----------------------------------------------------------------- | ------------- | ------------- |
| Grand Slam (D) | 2000          | 1300                                      | 780                                       | 430                                                               | 240                                                               | 130                                                               | 70                                                                | 10                                                                | 40                                                                | 30                                                                | 20                                                                | 2                                                                 |               |               |
| Grand Slam (Č) | 2000          | 1300                                      | 780                                       | 430                                                               | 240                                                               | 130                                                               | 10                                                                | —                                                                 | 40                                                                | —                                                                 | —                                                                 | –                                                                 |               |               |
| WTA Finals (D/Č) | 1500(max)     | 1080(max)                                 | 750(max)                                  | (250 za každou výhru ve skupině, 125 za každou prohru ve skupině) | (250 za každou výhru ve skupině, 125 za každou prohru ve skupině) | (250 za každou výhru ve skupině, 125 za každou prohru ve skupině) | (250 za každou výhru ve skupině, 125 za každou prohru ve skupině) | (250 za každou výhru ve skupině, 125 za každou prohru ve skupině) | (250 za každou výhru ve skupině, 125 za každou prohru ve skupině) | (250 za každou výhru ve skupině, 125 za každou prohru ve skupině) | (250 za každou výhru ve skupině, 125 za každou prohru ve skupině) | (250 za každou výhru ve skupině, 125 za každou prohru ve skupině) |               |               |
| WTA 1000 (96D/48Q) | 1000          | 650                                       | 390                                       | 215                                                               | 120                                                               | 65                                                                | 35                                                                | 10                                                                | 30                                                                | –                                                                 | 20                                                                | 2                                                                 |               |               |
| WTA 1000 (56D/32Q) | 1000          | 650                                       | 390                                       | 215                                                               | 120                                                               | 65                                                                | 10                                                                | –                                                                 | 30                                                                | –                                                                 | 20                                                                | 2                                                                 |               |               |
| WTA 1000 (32D/28Č) | 1000          | 650                                       | 390                                       | 215                                                               | 120                                                               | 10                                                                | –                                                                 | –                                                                 | –                                                                 | –                                                                 | –                                                                 | –                                                                 |               |               |
| WTA 500 (48D/24Q) | 500           | 325                                       | 195                                       | 108                                                               | 60                                                                | 32                                                                | 1                                                                 | –                                                                 | 25                                                                | –                                                                 | 13                                                                | 1                                                                 |               |               |
| WTA 500 (30,28D/24,16Q) | 500           | 325                                       | 195                                       | 108                                                               | 60                                                                | 1                                                                 | –                                                                 | –                                                                 | 25                                                                | –                                                                 | 13                                                                | 1                                                                 |               |               |
| WTA 500 (24Č) | 500           | 325                                       | 195                                       | 108                                                               | 60                                                                | 1                                                                 | –                                                                 | –                                                                 | –                                                                 | –                                                                 | –                                                                 | –                                                                 |               |               |
| WTA 500 (16Č) | 500           | 325                                       | 195                                       | 108                                                               | 1                                                                 | –                                                                 | –                                                                 | –                                                                 | –                                                                 | –                                                                 | –                                                                 | –                                                                 |               |               |
| WTA 250 (32D/24,16Q) | 250           | 163                                       | 98                                        | 54                                                                | 30                                                                | 1                                                                 | –                                                                 | –                                                                 | 18                                                                | –                                                                 | 12                                                                | 1                                                                 |               |               |
| WTA 250 (16Č) | 250           | 163                                       | 98                                        | 54                                                                | 1                                                                 | –                                                                 | –                                                                 | –                                                                 | –                                                                 | –                                                                 | –                                                                 | –                                                                 |               |               |
| United Cup | 500 (max)     | podrobný rozpis bodů, viz United Cup 2025 | podrobný rozpis bodů, viz United Cup 2025 | podrobný rozpis bodů, viz United Cup 2025                         | podrobný rozpis bodů, viz United Cup 2025                         | podrobný rozpis bodů, viz United Cup 2025                         | podrobný rozpis bodů, viz United Cup 2025                         | podrobný rozpis bodů, viz United Cup 2025                         | podrobný rozpis bodů, viz United Cup 2025                         | podrobný rozpis bodů, viz United Cup 2025                         | podrobný rozpis bodů, viz United Cup 2025                         | podrobný rozpis bodů, viz United Cup 2025                         |               |               |
| QV – vítězka kvalifikace, Q1–3 – 1. až 3. kolo kvalifikace, (xD/Q/Č) – „x“ počet hráček v soutěži dvouhry/kvalifikace/čtyřhry |               |                                           |                                           |                                                                   |                                                                   |                                                                   |                                                                   |                                                                   |                                                                   |                                                                   |                                                                   |                                                                   |               |               |

### WTA 125
| WTA 125 2025 | WTA 125 2025 | WTA 125 2025 | WTA 125 2025   | WTA 125 2025    | WTA 125 2025 | WTA 125 2025 | WTA 125 2025 | WTA 125 2025 | WTA 125 2025 | WTA 125 2025 |
| ↓Soutěž / fáze→ | vítězky      | finalistky   | semifinalistky | čtvrtfinalistky | 16 v kole    | 32 v kole    | QV           | Q2           | Q1           |              |
| --- | ------------ | ------------ | -------------- | --------------- | ------------ | ------------ | ------------ | ------------ | ------------ | ------------ |
| Dvouhra (32D/16Q) | 125          | 81           | 49             | 27              | 15           | 1            | 6            | 4            | 1            |              |
| Dvouhra (32D/8Q) | 125          | 81           | 49             | 27              | 15           | 1            | 6            | —            | 1            |              |
| Čtyřhra (16Č) | 125          | 81           | 49             | 27              | 1            | —            | —            | —            | —            |              |
| Čtyřhra (8Č) | 125          | 81           | 49             | 1               | —            | —            | —            | —            | —            |              |
| QV – vítězka kvalifikace, Q1/2 – 1. a 2. kolo kvalifikace, (xS/D/Q) – „x“ počet hráček v soutěži dvouhry/čtyřhry/kvalifikace dvouhry |              |              |                |                 |              |              |              |              |              |              |

### ITF Women's World Tennis Tour
| ITF Women's World Tennis Tour 2025 | ITF Women's World Tennis Tour 2025 | ITF Women's World Tennis Tour 2025 | ITF Women's World Tennis Tour 2025 | ITF Women's World Tennis Tour 2025 | ITF Women's World Tennis Tour 2025 | ITF Women's World Tennis Tour 2025 | ITF Women's World Tennis Tour 2025 | ITF Women's World Tennis Tour 2025 | ITF Women's World Tennis Tour 2025 | ITF Women's World Tennis Tour 2025 | ITF Women's World Tennis Tour 2025 |
| ↓kategorie / fáze→ | vítězky                            | finalistky                         | semifinalistky                     | čtvrtfinalistky                    | 16 v kole                          | 32 v kole                          | 64 v kole                          | QV                                 | Q3                                 | Q2                                 | Q1                                 |
| --- | ---------------------------------- | ---------------------------------- | ---------------------------------- | ---------------------------------- | ---------------------------------- | ---------------------------------- | ---------------------------------- | ---------------------------------- | ---------------------------------- | ---------------------------------- | ---------------------------------- |
| W100 (48D, 32Q) | 100                                | 65                                 | 39                                 | 21                                 | 12                                 | 7                                  | 1                                  | 5                                  | 3                                  | –                                  | –                                  |
| W100 (32D, 32/24Q) | 100                                | 65                                 | 39                                 | 21                                 | 12                                 | 1                                  | –                                  | 5                                  | 3                                  | –                                  | –                                  |
| W100 (16Č) | 100                                | 65                                 | 39                                 | 21                                 | 1                                  | –                                  | –                                  | –                                  | –                                  | –                                  | –                                  |
| W75 (48D, 32Q) | 75                                 | 49                                 | 29                                 | 16                                 | 9                                  | 5                                  | 1                                  | 3                                  | 2                                  | –                                  | –                                  |
| W75 (32D, 32/24Q) | 75                                 | 49                                 | 29                                 | 16                                 | 9                                  | 1                                  | –                                  | 3                                  | 2                                  | –                                  | –                                  |
| W75 (16Č) | 75                                 | 49                                 | 29                                 | 16                                 | 1                                  | –                                  | –                                  | –                                  | –                                  | –                                  | –                                  |
| W50 (48D, 32Q) | 50                                 | 33                                 | 20                                 | 11                                 | 6                                  | 3                                  | 1                                  | 2                                  | 1                                  | –                                  | –                                  |
| W50 (32D, 32/24Q) | 50                                 | 33                                 | 20                                 | 11                                 | 6                                  | 1                                  | –                                  | 2                                  | 1                                  | –                                  | –                                  |
| W50 (16Č) | 50                                 | 33                                 | 20                                 | 11                                 | 1                                  | –                                  | –                                  | –                                  | –                                  | –                                  | –                                  |
| W35 (48D/32,24Q) | 35                                 | 23                                 | 14                                 | 8                                  | 4                                  | 2                                  | 1                                  | 1                                  | –                                  | –                                  | –                                  |
| W35 (32D/64,48,32,24Q) | 35                                 | 23                                 | 14                                 | 8                                  | 4                                  | –                                  | –                                  | 1                                  | –                                  | –                                  | –                                  |
| W35 (16Č) | 35                                 | 23                                 | 14                                 | 8                                  | 1                                  | –                                  | –                                  | –                                  | –                                  | –                                  | –                                  |
| W15 (32D/64,48,32,24Q) | 15                                 | 10                                 | 6                                  | 3                                  | 1                                  | –                                  | –                                  | –                                  | –                                  | –                                  | –                                  |
| W15 (16Č) | 15                                 | 10                                 | 6                                  | 3                                  | –                                  | –                                  | –                                  | –                                  | –                                  | –                                  | –                                  |
| QV – vítězka kvalifikace, Q1–2 – 1. a 2. kolo kvalifikace, (xD/Č/Q) – „x“ počet hráček v soutěži dvouhry/čtyřhry/kvalifikace; H – turnaj hráčkám zajišťuje ubytování (Hospitality) |                                    |                                    |                                    |                                    |                                    |                                    |                                    |                                    |                                    |                                    |                                    |